# Liga de Campeones de la UEFA 2024-25
La Liga de Campeones de la UEFA 2024-25 fue la 70.ª edición de la competición y la 33.ª temporada desde que se renombró a Liga de Campeones de la UEFA. Asimismo, fue la primera edición que contempla un nuevo formato de competición.
La final se jugó en el Allianz Arena de Múnich, Alemania. El equipo ganador fue el París Saint-Germain, que venció al Inter de Milán por un abultado 5–0 y consiguió la primera Liga de Campeones de su historia. Gracias a su victoria, el Paris Saint-Germain se clasificó automáticamente para la fase de liga de la Liga de Campeones de la UEFA 2025-26 y disputará la Supercopa de la UEFA 2025 al campeón de la Liga Europa de la UEFA 2024-25, y además se clasificó directamente para la final de la Copa Intercontinental de la FIFA 2025 y para la Copa Mundial de Clubes de la FIFA 2029.
La presente edición estrenó formato. Tras una ronda preliminar y una fase clasificatoria similar a las de las últimas temporadas, se disputó una fase de liga de ocho jornadas con 36 equipos en lugar de la tradicional fase de grupos de seis jornadas con 32 equipos. Los enfrentamientos de esta fase no se dilucidaron por el sistema de todos contra todos, sino que cada club se enfrentó a ocho rivales diferentes, dos de cada uno de los cuatro bombos que agrupaban a todos los equipos. Cada club jugó cuatro partidos en casa y otros cuatro fuera. Los ocho primeros se clasificaron directamente para octavos de final, los 16 siguientes (puestos 9.º a 24.º) disputaron una eliminatoria a doble partido para ocupar los ocho puestos restantes de la eliminatoria de octavos de final y los 12 últimos quedan eliminados. A partir de octavos de final se desarrolló la competición como en las ediciones anteriores.
Las cuatro nuevas plazas para la fase de liga se asignaron de la siguiente manera:
- Una plaza se otorgó al club clasificado en el tercer lugar del campeonato de la federación ubicada en quinta posición en el ranking de federaciones nacionales de la UEFA.
- Se otorgó una plaza a un campeón nacional, ya que se amplió de cuatro a cinco el número de clubes que se clasifican a través de la llamada «Ruta de los campeones».
- Las dos últimas plazas fueron para las federaciones con el mejor rendimiento colectivo de sus clubes en la temporada anterior (número total de puntos obtenidos dividido por el número de clubes participantes). Esas dos federaciones obtuvieron una plaza para el club mejor clasificado en la liga nacional por detrás de las posiciones de la Liga de Campeones de la UEFA.[n. 1]

Para sortear los enfrentamientos de la fase liga, se distribuyeron 36 equipos en cuatro bombos en función de su coeficiente UEFA. Cada equipo se enfrentó a dos rivales de cada bombo. Así pues, pertenecer al bombo de los equipos con mejor coeficiente no dio ninguna ventaja, sino que su función pasa a ser la de equilibrar la dificultad de los rivales de los 36 clubes participantes.

## Asignación
Participaron en la Liga de Campeones 2024-25 un total de entre 79 y 85 equipos de 53 de las 55 federaciones miembros de la UEFA. Para determinar el número de equipos participantes de cada asociación se usó la clasificación de la asociación basada en los coeficientes de país de la UEFA:
- Las asociaciones 1 a 5 tienen cuatro equipos clasificados.
- La asociación 6 tiene tres equipos clasificados.
- Las asociaciones 7 a 15 tienen dos equipos clasificados.
- Las asociaciones 16 a 55 (excepto Rusia y Liechtenstein) tienen un equipo clasificado.
- Se otorgará una plaza adicional a los ganadores de la Liga de Campeones 2023-24 y de la Liga Europa 2023-24 si no acceden a la Liga de Campeones 2024-25 a través de su liga nacional.
- Tienen una plaza extra en la fase de grupos, cada una, las dos asociaciones con la mayor cantidad de puntos de coeficiente en la temporada 2023-24 de las competiciones de clubes de la UEFA.

### Clasificación de la asociación
Para la Liga de Campeones 2024-25, se asignan plazas a las asociaciones de acuerdo con sus coeficientes de país de la UEFA 2023, que tiene en cuenta su rendimiento en las competiciones europeas de 2018-19 a 2023-24.
| Clasif. | Asociación           | Coef.   | Equipos | Notas |
| ------- | -------------------- | ------- | ------- | ----- |
| 1       | Inglaterra           | 109.570 | 4       |       |
| 2       | España               | 92.998  | 4       |       |
| 3       | Alemania             | 82.481  | 5       |       |
| 4       | Italia               | 81.926  | 5       |       |
| 5       | Francia              | 61.164  | 4       |       |
| 6       | Países Bajos         | 59.900  | 3       |       |
| 7       | Portugal             | 56.216  | 2       |       |
| 8       | Bélgica              | 42.200  | 2       |       |
| 9       | Escocia              | 36.400  | 2       |       |
| 10      | Austria              | 34.000  | 2       |       |
| 11      | Serbia               | 32.375  | 2       |       |
| 12      | Turquía              | 32.100  | 2       |       |
| 13      | Suiza                | 31.675  | 2       |       |
| 14      | Ucrania              | 29.500  | 2       |       |
| 15      | República Checa      | 29.050  | 2       |       |
| 16      | Noruega              | 29.000  | 1       |       |
| 17      | Dinamarca            | 27.825  | 1       |       |
| 18      | Rusia                | 26.215  | 0       |       |
| 19      | Croacia              | 25.400  | 1       |       |
| 20      | Grecia               | 25.225  | 1       |       |
| 21      | Israel               | 25.000  | 1       |       |
| 22      | Chipre               | 24.475  | 1       |       |
| 23      | Suecia               | 23.750  | 1       |       |
| 24      | Polonia              | 20.750  | 1       |       |
| 25      | Hungría              | 20.625  | 1       |       |
| 26      | Rumania              | 20.500  | 1       |       |
| 27      | Bulgaria             | 20.000  | 1       |       |
| 28      | Eslovaquia           | 19.750  | 1       |       |
| 29      | Azerbaiyán           | 16.625  | 1       |       |
| 30      | Kazajistán           | 12.625  | 1       |       |
| 31      | Eslovenia            | 12.500  | 1       |       |
| 32      | Moldavia             | 12.250  | 1       |       |
| 33      | Kosovo               | 11.041  | 1       |       |
| 34      | Liechtenstein        | 11.000  | 0       |       |
| 35      | Letonia              | 10.625  | 1       |       |
| 36      | Irlanda              | 10.375  | 1       |       |
| 37      | Finlandia            | 10.250  | 1       |       |
| 38      | Lituania             | 10.000  | 1       |       |
| 39      | Armenia              | 9.875   | 1       |       |
| 40      | Bielorrusia          | 9.875   | 1       |       |
| 41      | Bosnia y Herzegovina | 9.750   | 1       |       |
| 42      | Luxemburgo           | 9.000   | 1       |       |
| 43      | Islas Feroe          | 8.750   | 1       |       |
| 44      | Irlanda del Norte    | 8.583   | 1       |       |
| 45      | Malta                | 8.250   | 1       |       |
| 46      | Georgia              | 8.000   | 1       |       |
| 47      | Estonia              | 7.582   | 1       |       |
| 48      | Islandia             | 7.250   | 1       |       |
| 49      | Albania              | 6.250   | 1       |       |
| 50      | Gales                | 6.166   | 1       |       |
| 51      | Gibraltar            | 5.791   | 1       |       |
| 52      | Macedonia del Norte  | 5.500   | 1       |       |
| 53      | Andorra              | 5.165   | 1       |       |
| 54      | Montenegro           | 4.750   | 1       |       |
| 55      | San Marino           | 1.999   | 1       |       |

### Distribución
Los equipos accederán de acuerdo a la lista de acceso.
|                                            |                                            | Equipos que entran en esta fase | Equipos que provienen de la fase anterior                                                                  |
| ------------------------------------------ | ------------------------------------------ | --- | --- |
| Primera ronda clasificatoria (28 equipos)  | Primera ronda clasificatoria (28 equipos)  | - 28 campeones de las asociaciones 26 a 55 (excepto Azerbaiyán y Liechtenstein) | |
| Segunda ronda clasificatoria (28 equipos)  | Ruta de campeones (24 equipos)             | - 9 campeones de las asociaciones 15 a 25 (excepto Rusia y Croacia) - 1 campeón de la asociación 29 | - 14 ganadores de la primera ronda clasificatoria                                                          |
| Segunda ronda clasificatoria (28 equipos)  | Ruta de liga (4 equipos)                   | - 4 subcampeones de las asociaciones 11 a 14 | |
| Tercera ronda clasificatoria (20 equipos)  | Ruta de campeones (12 equipos)             | | - 12 ganadores de la segunda ronda - Ruta de campeones                                                     |
| Tercera ronda clasificatoria (20 equipos)  | Ruta de liga (8 equipos)                   | - 3 subcampeones de las asociaciones 8 a 10 - 1 subcampeón de la asociación 15 - 1 equipo en tercer lugar de la asociación 6 - 1 equipo en cuarto lugar de la asociación 5 | - 2 ganadores de la segunda ronda - Ruta de liga                                                           |
| Ronda de Play-Off (14 equipos)             | Ruta de campeones (10 equipos)             | - 3 campeones de las asociaciones 11 a 13 - 1 campeón de la asociación 19 | - 6 ganadores de la tercera ronda clasificatoria - Ruta de campeones                                       |
| Ronda de Play-Off (14 equipos)             | Ruta de liga (4 equipos)                   | | - 4 ganadores de la tercera ronda clasificatoria - Ruta de liga                                            |
| Fase de liga (36 equipos)                  | Fase de liga (36 equipos)                  | - 10 campeones de las asociaciones 1 a 10 - 1 campeón de la asociación 14 - 7 subcampeones de las asociaciones 1 a 7 - 5 equipos en tercer lugar de las asociaciones 1 a 5 - 4 equipos en cuarto lugar de las asociaciones 1 a 4 - 2 equipos en quinto lugar de las asociaciones 3 y 4 | - 5 ganadores de la ronda de Play-Off Ruta de campeones - 2 ganadores de la ronda de Play-Off Ruta de liga |
| Ronda eliminatoria preliminar (16 equipos) | Ronda eliminatoria preliminar (16 equipos) | | - 16 equipos clasificados del 9 al 24 de la fase de Liga                                                   |
| Fase eliminatoria (16 equipos)             | Fase eliminatoria (16 equipos)             | | - 8 equipos clasificados del 1 al 8 de la fase de Liga - 8 ganadores de la ronda eliminatoria preliminar   |

Debido a la suspensión de Rusia para la temporada europea 2024-25, se realizaron los siguientes cambios en la lista de acceso:
- Los campeones de las asociaciones 23 (Suecia) y 24 (Polonia) ingresaron en la segunda ronda de clasificación en lugar de la primera ronda de clasificación (Ruta de Campeones).

Dado que el campeón de la Liga Europa de la UEFA (Atalanta) se clasificó a través de su liga nacional, se realizaron los siguientes cambios en la lista de acceso:
- El Benfica, como club con el mayor coeficiente de club que de otro modo habría entrado en la fase de clasificación o en la ronda de play-off (Ruta de Campeones o Ruta de Liga), ingresó en la fase de liga en lugar de la tercera ronda de clasificación (Ruta de Liga).
- El Slavia Praga y el Red Bull Salzburgo, como los dos clubes con el coeficiente de clubes más alto que de otro modo habrían entrado en la segunda ronda de clasificación, ingresaron en la tercera ronda en lugar de la segunda ronda de clasificación (Ruta de Liga).

Dado que el campeón de la Liga de Campeones de la UEFA (Real Madrid) se clasificó a través de su liga nacional, se realizaron los siguientes cambios en la lista de acceso:
- El Shakhtar Donetsk, como club con el coeficiente de club más alto que de otro modo habría entrado en la ruta de campeones de la fase de clasificación o en la ronda de play-off, ingresó en la fase de liga en lugar de la ronda de play-off (Ruta de Campeones).
- El Dinamo Zagreb, como club con el coeficiente de club más alto que de otro modo habría entrado en la segunda ronda de clasificación de la ruta de los campeones, ingresó en la ronda de play-off en lugar de la segunda ronda de clasificación (Ruta de Campeones).
- El Ferencváros y el Qarabağ, como los dos clubes con el coeficiente de clubes más alto que de otro modo habrían ingresado en la primera ronda de clasificación de la ruta de campeones, ingresaron en la segunda ronda de clasificación (Ruta de Campeones) en lugar de la primera ronda de clasificación.

## Participantes
En cursiva los equipos debutantes
| Fase de liga                 | Fase de liga            | Fase de liga                | Fase de liga             |
| ---------------------------- | ----------------------- | --------------------------- | ------------------------ |
| Manchester City (1.º)        | Bayer Leverkusen (1.º)  | Juventus (3.º)              | Feyenoord (2.º)          |
| Arsenal (2.º)                | Stuttgart (2.º)         | Atalanta (4.º)LE            | Sporting de Lisboa (1.º) |
| Liverpool (3.º)              | Bayern Múnich (3.º)     | Bologna (5.º)               | Benfica (2.º)            |
| Aston Villa (4.º)            | RB Leipzig (4.º)        | Paris Saint-Germain (1.º)   | Brujas (1.º)             |
| Real Madrid (1.º)CV          | Borussia Dortmund (5.º) | Mónaco (2.º)                | Celtic (1.º)             |
| Barcelona (2.º)              | Inter de Milán (1.º)    | Stade Brest (3.º)           | Sturm Graz (1.º)         |
| Girona (3.º)                 | Milan (2.º)             | PSV Eindhoven (1.º)         | Shakhtar Donetsk (1.º)   |
| Atlético de Madrid (4.º)     |                         |                             |                          |
| Ronda de play-off            |                         |                             |                          |
| Ruta de campeones            |                         |                             |                          |
| Estrella Roja (1.º)          | Galatasaray (1.º)       | Young Boys (1.º)            | Dinamo Zagreb (1.º)      |
| Tercera ronda clasificatoria |                         |                             |                          |
| Ruta de campeones            | Ruta de liga            | Ruta de liga                | Ruta de liga             |
|                              | Lille (4.º)             | Union Saint-Gilloise (2.º)  | Red Bull Salzburgo (2.º) |
| Twente (3.º)                 | Rangers (2.º)           | Slavia Praga (2.º)          |                          |
| Segunda ronda clasificatoria |                         |                             |                          |
| Ruta de campeones            | Ruta de campeones       | Ruta de campeones           | Ruta de liga             |
| Sparta Praga (1.º)           | Maccabi Tel-Aviv (1.º)  | Jagiellonia Białystok (1.º) | Partizán (2.º)           |
| Bodø/Glimt (1.º)             | APOEL Nicosia (1.º)     | Ferencváros (1.º)           | Fenerbahçe (2.º)         |
| Midtjylland (1.º)            | Malmö (1.º)             | Qarabağ (1.º)               | Lugano (2.º)             |
| PAOK Salónica (1.º)          |                         |                             | Dinamo de Kiev (2.º)     |
| Primera ronda clasificatoria |                         |                             |                          |
| Steaua de Bucarest (1.º)     | RFS (1.º)               | Differdange 03 (1.º)        | Egnatia (1.º)            |
| Ludogorets Razgrad (1.º)     | Shamrock Rovers (1.º)   | KÍ Klaksvik (1.º)           | The New Saints (1.º)     |
| Slovan Bratislava (1.º)      | HJK (1.º)               | Larne (1.º)                 | Lincoln Red Imps (1.º)   |
| Ordabasy (1.º)               | Panevėžys (1.º)         | Hamrun Spartans (1.º)       | Struga (1.º)             |
| Celje (1.º)                  | Pyunik (1.º)            | Dinamo Batumi (1.º)         | UE Santa Coloma (1.º)    |
| Petrocub Hîncești (1.º)      | Dinamo Minsk (1.º)      | Flora Tallin (1.º)          | Dečić (1.º)              |
| Ballkani (1.º)               | Borac Banja Luka (1.º)  | Víkingur Reykjavík (1.º)    | Virtus (1.º)             |

## Calendario
El calendario de la competición es el siguiente. Todos los sorteos se llevan a cabo en la sede de la UEFA en Nyon (Suiza).
| Fase              | Ronda             | Sorteo                | Ida                         | Vuelta                      |
| ----------------- | ----------------- | --------------------- | --------------------------- | --------------------------- |
| Clasificación     | Primera ronda     | 18 de junio de 2024   | 9–10 de julio de 2024       | 16-17 de julio de 2024      |
| Clasificación     | Segunda ronda     | 19 de junio de 2024   | 23–24 de julio de 2024      | 30–31 de julio de 2024      |
| Clasificación     | Tercera ronda     | 22 de julio de 2024   | 6–7 de agosto de 2024       | 13 de agosto de 2024        |
| Play-off          | Ronda de play-off | 5 de agosto de 2024   | 20–21 de agosto de 2024     | 27–28 de agosto de 2024     |
| Fase de liga      | Jornada 1         | 29 de agosto de 2024  | 17–19 de septiembre de 2024 | 17–19 de septiembre de 2024 |
| Fase de liga      | Jornada 2         | 29 de agosto de 2024  | 1–2 de octubre de 2024      | 1–2 de octubre de 2024      |
| Fase de liga      | Jornada 3         | 29 de agosto de 2024  | 22–23 de octubre de 2024    | 22–23 de octubre de 2024    |
| Fase de liga      | Jornada 4         | 29 de agosto de 2024  | 5–6 de noviembre de 2024    | 5–6 de noviembre de 2024    |
| Fase de liga      | Jornada 5         | 29 de agosto de 2024  | 26–27 de noviembre de 2024  | 26–27 de noviembre de 2024  |
| Fase de liga      | Jornada 6         | 29 de agosto de 2024  | 10–11 de diciembre de 2024  | 10–11 de diciembre de 2024  |
| Fase de liga      | Jornada 7         | 29 de agosto de 2024  | 21–22 de enero de 2025      | 21–22 de enero de 2025      |
| Fase de liga      | Jornada 8         | 29 de agosto de 2024  | 29 de enero de 2025         | 29 de enero de 2025         |
| Fase eliminatoria | Play-offs         | 31 de enero de 2025   | 11–12 de febrero de 2025    | 18–19 de febrero de 2025    |
| Fase eliminatoria | Octavos           | 21 de febrero de 2025 | 4–5 de marzo de 2025        | 11–12 de marzo de 2025      |
| Fase eliminatoria | Cuartos           | 21 de febrero de 2025 | 8–9 de abril de 2025        | 15–16 de abril de 2025      |
| Fase eliminatoria | Semifinales       | 21 de febrero de 2025 | 29–30 de abril de 2025      | 6–7 de mayo de 2025         |
| Fase eliminatoria | Final             | 21 de febrero de 2025 | 31 de mayo de 2025          | 31 de mayo de 2025          |

## Fase clasificatoria

### Primera ronda clasificatoria
Participaron 28 equipos en la primera ronda de clasificación. Los perdedores de esta ronda pasaron a la segunda ronda clasificatoria de la Liga Conferencia de la UEFA. Sin embargo, dos no mencionados en el sorteo van a la tercera ronda.
| Primera ronda clasificatoria | Primera ronda clasificatoria | Primera ronda clasificatoria | Primera ronda clasificatoria |
| ---------------------------- | ---------------------------- | ---------------------------- | ---------------------------- |
| Steaua de Bucarest (1.º)     | RFS (1.º)                    | Differdange 03 (1.º)         | Egnatia (1.º)                |
| Ludogorets Razgrad (1.º)     | Shamrock Rovers (1.º)        | KÍ Klaksvik (1.º)            | The New Saints (1.º)         |
| Slovan Bratislava (1.º)      | HJK (1.º)                    | Larne (1.º)                  | Lincoln Red Imps (1.º)       |
| Ordabasy (1.º)               | Panevėžys (1.º)              | Hamrun Spartans (1.º)        | Struga (1.º)                 |
| Celje (1.º)                  | Pyunik (1.º)                 | Dinamo Batumi (1.º)          | UE Santa Coloma (1.º)        |
| Petrocub Hîncești (1.º)      | Dinamo Minsk (1.º)           | Flora Tallin (1.º)           | Dečić (1.º)                  |
| Ballkani (1.º)               | Borac Banja Luka (1.º)       | Víkingur Reykjavík (1.º)     | Virtus (1.º)                 |

| Equipo 1           | Agr.         | Equipo 2           | Ida | Vuelta |
| ------------------ | ------------ | ------------------ | --- | ------ |
| Slovan Bratislava  | 6–3          | Struga             | 4–2 | 2–1    |
| The New Saints     | 4–1          | Dečić              | 3–0 | 1–1    |
| Borac Banja Luka   | 2–2 (4:1 p.) | Egnatia            | 1–0 | 1–2    |
| Ħamrun Spartans    | 1–1 (4:5 p.) | Lincoln Red Imps   | 0–1 | 1–0    |
| UE Santa Coloma    | 3–3 (6:5 p.) | Ballkani           | 1–2 | 2–1    |
| Flora Tallin       | 1–7          | Celje              | 0–5 | 1–2    |
| KÍ Klaksvik        | 2–0          | Differdange 03     | 2–0 | 0–0    |
| Panevėžys          | 4–1          | HJK                | 3–0 | 1–1    |
| RFS                | 7–0          | Larne              | 3–0 | 4–0    |
| Víkingur Reykjavík | 1–2          | Shamrock Rovers    | 0–0 | 1–2    |
| Virtus             | 1–11         | Steaua de Bucarest | 1–7 | 0–4    |
| Ludogorets Razgrad | 3–2          | Dinamo Batumi      | 3–1 | 0–1    |
| Ordabasy           | 0–1          | Petrocub Hîncești  | 0–0 | 0–1    |
| Dinamo Minsk       | 1–0          | Pyunik             | 0–0 | 1–0    |

### Segunda ronda clasificatoria
Participaron 28 equipos en la segunda ronda de clasificación, de los cuales 14 proceden de la ronda anterior. Esta ronda se divide en dos secciones: la ruta de campeones (para los campeones de liga) y la ruta de liga (para los no campeones). 

#### Ruta de Campeones
| Segunda ronda clasificatoria | Segunda ronda clasificatoria | Segunda ronda clasificatoria | Segunda ronda clasificatoria |
| ---------------------------- | ---------------------------- | ---------------------------- | ---------------------------- |
| Sparta Praga (1.º)           | Malmö (1.º)                  | Qarabağ (1.º)                | Dinamo Minsk (1.º)           |
| Bodø/Glimt (1.º)             | Jagiellonia Białystok (1.º)  | Celje (1.º)                  | Borac Banja Luka (1.º)       |
| Midtjylland (1.º)            | Ferencváros (1.º)            | Petrocub Hîncești (1.º)      | KÍ Klaksvik (1.º)            |
| PAOK Salónica (1.º)          | Steaua de Bucarest (1.º)     | RFS (1.º)                    | The New Saints (1.º)         |
| Maccabi Tel-Aviv (1.º)       | Ludogorets Razgrad (1.º)     | Shamrock Rovers (1.º)        | Lincoln Red Imps (1.º)       |
| APOEL Nicosia (1.º)          | Slovan Bratislava (1.º)      | Panevėžys (1.º)              | UE Santa Coloma (1.º)        |

#### Ruta de Liga
| Segunda ronda clasificatoria | Segunda ronda clasificatoria | Segunda ronda clasificatoria | Segunda ronda clasificatoria |
| ---------------------------- | ---------------------------- | ---------------------------- | ---------------------------- |
| Partizán (2.º)               | Fenerbahçe (2.º)             | Lugano (2.º)                 | Dinamo de Kiev (2.º)         |

| Equipo 1           | Agr. | Equipo 2              | Ida | Vuelta |
| ------------------ | ---- | --------------------- | --- | ------ |
| Ludogorets Razgrad | 2–1  | Dinamo Minsk          | 2–0 | 0–1    |
| APOEL Nicosia      | 2–1  | Petrocub Hîncești     | 1–0 | 1–1    |
| Ferencváros        | 7–1  | The New Saints        | 5–0 | 2–1    |
| PAOK Salónica      | 4–2  | Borac Banja Luka      | 3–2 | 1–0    |
| Bodø/Glimt         | 7–1  | RFS                   | 4–0 | 3–1    |
| Malmö              | 6–4  | KÍ Klaksvik           | 4–1 | 2–3    |
| Shamrock Rovers    | 2–6  | Sparta Praga          | 0–2 | 2–4    |
| UE Santa Coloma    | 0–4  | Midtjylland           | 0–3 | 0–1    |
| Celje              | 1–6  | Slovan Bratislava     | 1–1 | 0–5    |
| Panevėžys          | 1–7  | Jagiellonia Białystok | 0–4 | 1–3    |
| Lincoln Red Imps   | 0–7  | Qarabağ               | 0–2 | 0–5    |
| Steaua de Bucarest | 2–1  | Maccabi Tel-Aviv      | 1–1 | 1–0    |

| Equipo 1       | Agr. | Equipo 2   | Ida | Vuelta |
| -------------- | ---- | ---------- | --- | ------ |
| Lugano         | 4–6  | Fenerbahçe | 3–4 | 1–2    |
| Dinamo de Kiev | 9–2  | Partizán   | 6–2 | 3–0    |

### Tercera ronda clasificatoria
Participaron 20 equipos en la tercera ronda de clasificación, de los cuales 14 proceden de la ronda anterior. Esta ronda se divide en dos secciones: la ruta de campeones (para los campeones de liga) y la ruta de liga (para los no campeones). 

#### Ruta de Campeones
| Tercera ronda clasificatoria | Tercera ronda clasificatoria | Tercera ronda clasificatoria | Tercera ronda clasificatoria |
| ---------------------------- | ---------------------------- | ---------------------------- | ---------------------------- |
| Sparta Praga (1.º)           | PAOK Salónica (1.º)          | Jagiellonia Białystok (1.º)  | Ludogorets Razgrad (1.º)     |
| Bodø/Glimt (1.º)             | APOEL Nicosia (1.º)          | Ferencváros (1.º)            | Slovan Bratislava (1.º)      |
| Midtjylland (1.º)            | Malmö (1.º)                  | Steaua de Bucarest (1.º)     | Qarabağ (1.º)                |

#### Ruta de Liga
| Tercera ronda clasificatoria | Tercera ronda clasificatoria | Tercera ronda clasificatoria | Tercera ronda clasificatoria |
| ---------------------------- | ---------------------------- | ---------------------------- | ---------------------------- |
| Lille (4.º)                  | Union Saint-Gilloise (2.º)   | Red Bull Salzburgo (2.º)     | Dinamo de Kiev (2.º)         |
| Twente (3.º)                 | Rangers (2.º)                | Fenerbahçe (2.º)             | Slavia Praga (2.º)           |

| Equipo 1              | Agr. | Equipo 2           | Ida | Vuelta |
| --------------------- | ---- | ------------------ | --- | ------ |
| Qarabağ               | 8–4  | Ludogorets Razgrad | 1–2 | 7–2    |
| Slovan Bratislava     | 2–0  | APOEL Nicosia      | 2–0 | 0–0    |
| Sparta Praga          | 4–3  | Steaua de Bucarest | 1–1 | 3–2    |
| Malmö                 | 6–5  | PAOK Salónica      | 2–2 | 4–3    |
| Midtjylland           | 3–1  | Ferencváros        | 2–0 | 1–1    |
| Jagiellonia Białystok | 1–5  | Bodø/Glimt         | 0–1 | 1–4    |

| Equipo 1           | Agr. | Equipo 2             | Ida | Vuelta |
| ------------------ | ---- | -------------------- | --- | ------ |
| Slavia Praga       | 4–1  | Union Saint-Gilloise | 3–1 | 1–0    |
| Lille              | 3–2  | Fenerbahçe           | 2–1 | 1–1    |
| Dinamo de Kiev     | 3–1  | Rangers              | 1–1 | 2–0    |
| Red Bull Salzburgo | 5–4  | Twente               | 2–1 | 3–3    |

### Ronda de Play-Off
Participaron 14 equipos en la ronda de play-off, de los cuales 10 proceden de la ronda anterior. Esta ronda se divide en dos secciones: la ruta de campeones (para los campeones de liga) y la ruta de liga (para los no campeones). 

#### Ruta de Campeones
| Play-Off            | Play-Off           | Play-Off          | Play-Off            | Play-Off                |
| ------------------- | ------------------ | ----------------- | ------------------- | ----------------------- |
| Estrella Roja (1.º) | Young Boys (1.º)   | Bodø/Glimt (1.º)  | Dinamo Zagreb (1.º) | Slovan Bratislava (1.º) |
| Galatasaray (1.º)   | Sparta Praga (1.º) | Midtjylland (1.º) | Malmö (1.º)         | Qarabağ (1.º)           |

#### Ruta de Liga
| Play-Off    | Play-Off                 | Play-Off             | Play-Off           |
| ----------- | ------------------------ | -------------------- | ------------------ |
| Lille (4.º) | Red Bull Salzburgo (2.º) | Dinamo de Kiev (2.º) | Slavia Praga (2.º) |

| Equipo 1      | Agr. | Equipo 2          | Ida | Vuelta |
| ------------- | ---- | ----------------- | --- | ------ |
| Young Boys    | 4–2  | Galatasaray       | 3–2 | 1–0    |
| Dinamo Zagreb | 5–0  | Qarabağ           | 3–0 | 2–0    |
| Midtjylland   | 3–4  | Slovan Bratislava | 1–1 | 2–3    |
| Bodø/Glimt    | 2–3  | Estrella Roja     | 2–1 | 0–2    |
| Malmö         | 0–4  | Sparta Praga      | 0–2 | 0–2    |

| Equipo 1       | Agr. | Equipo 2           | Ida | Vuelta |
| -------------- | ---- | ------------------ | --- | ------ |
| Lille          | 3–2  | Slavia Praga       | 2–0 | 1–2    |
| Dinamo de Kiev | 1–3  | Red Bull Salzburgo | 0–2 | 1–1    |

## Fase de Liga
La posición de los equipos y la distribución en los distintos bombos quedó determinada únicamente por el coeficiente UEFA. Cada equipo participante en esta fase se enfrentó a ocho equipos distintos, pertenecientes dos de ellos a cada bombo, y disputó la mitad de esos partidos como local y la otra mitad como visitante. El Bayern de Múnich se convirtió en el primer equipo en toda la historia de la competición en marcar nueve goles en una fase de grupos o de liga.
Del mismo modo, quince clubes campeones de Europa participaron en la fase Liga de esta edición: Real Madrid, Milan, Liverpool, Bayern Múnich, Barcelona, Inter de Milán, Juventus, Benfica, Borussia Dortmund, Celtic, Manchester City, Aston Villa, PSV Eindhoven, Feyenoord y Estrella Roja.
- En cursiva los equipos debutantes.
- CV: Campeón vigente.
- LE: Campeón vigente de Liga Europa.

| Bombo 1 | Bombo 2 | Bombo 3 | Bombo 4 |
| --- | --- | --- | --- |
| Manchester City CC: 148.000 Bayern Múnich CC: 144.000 Real Madrid CV CC: 136.000 Paris Saint-Germain CC: 116.000 Liverpool CC: 114.000 Inter de Milán CC: 101.000 Borussia Dortmund CC: 97.000 RB Leipzig CC: 97.000 Barcelona CC: 91.000 | Bayer Leverkusen CC: 90.000 Atlético de Madrid CC: 89.000 Atalanta LE CC: 81.000 Juventus CC: 80.000 Benfica CC: 79.000 Arsenal CC: 72.000 Brujas CC: 64.000 Shakhtar Donetsk CC: 63.000 Milan CC: 59.000 | Feyenoord CC: 57.000 Sporting de Lisboa CC: 54.500 PSV Eindhoven CC: 54.000 Dinamo Zagreb CC: 50.000 Red Bull Salzburgo CC: 50.000 Lille CC: 47.000 Estrella Roja CC: 40.000 Young Boys CC: 34.500 Celtic CC: 32.000 | Slovan Bratislava CC: 30.500 Mónaco CC: 24.000 Sparta Praga CC: 22.500 Aston Villa CC: 20.860 Bologna CC: 18.056 Girona CC: 17.897 Stuttgart CC: 17.324 Sturm Graz CC: 14.500 Stade Brest CC: 13.366 |

### Clasificación
| Pos. | Equipo              | Pts. | PJ | G | E | P | GF | GC | Dif. | Clasificación                                          |
| ---- | ------------------- | ---- | -- | - | - | - | -- | -- | ---- | ------------------------------------------------------ |
| 1    | Liverpool           | 21   | 8  | 7 | 0 | 1 | 17 | 5  | +12  | Clasificado a los octavos de final                     |
| 2    | Barcelona           | 19   | 8  | 6 | 1 | 1 | 28 | 13 | +15  | Clasificado a los octavos de final                     |
| 3    | Arsenal             | 19   | 8  | 6 | 1 | 1 | 16 | 3  | +13  | Clasificado a los octavos de final                     |
| 4    | Inter de Milán      | 19   | 8  | 6 | 1 | 1 | 11 | 1  | +10  | Clasificado a los octavos de final                     |
| 5    | Atlético de Madrid  | 18   | 8  | 6 | 0 | 2 | 20 | 12 | +8   | Clasificado a los octavos de final                     |
| 6    | Bayer Leverkusen    | 16   | 8  | 5 | 1 | 2 | 15 | 7  | +8   | Clasificado a los octavos de final                     |
| 7    | Lille               | 16   | 8  | 5 | 1 | 2 | 17 | 10 | +7   | Clasificado a los octavos de final                     |
| 8    | Aston Villa         | 16   | 8  | 5 | 1 | 2 | 13 | 6  | +7   | Clasificado a los octavos de final                     |
| 9    | Atalanta            | 15   | 8  | 4 | 3 | 1 | 20 | 6  | +14  | Clasificado a la ronda preliminar (cabeza de serie)    |
| 10   | Borussia Dortmund   | 15   | 8  | 5 | 0 | 3 | 22 | 12 | +10  | Clasificado a la ronda preliminar (cabeza de serie)    |
| 11   | Real Madrid         | 15   | 8  | 5 | 0 | 3 | 20 | 12 | +8   | Clasificado a la ronda preliminar (cabeza de serie)    |
| 12   | Bayern Múnich       | 15   | 8  | 5 | 0 | 3 | 20 | 12 | +8   | Clasificado a la ronda preliminar (cabeza de serie)    |
| 13   | Milan               | 15   | 8  | 5 | 0 | 3 | 14 | 11 | +3   | Clasificado a la ronda preliminar (cabeza de serie)    |
| 14   | PSV Eindhoven       | 14   | 8  | 4 | 2 | 2 | 16 | 12 | +4   | Clasificado a la ronda preliminar (cabeza de serie)    |
| 15   | París Saint-Germain | 13   | 8  | 4 | 1 | 3 | 14 | 9  | +5   | Clasificado a la ronda preliminar (cabeza de serie)    |
| 16   | Benfica             | 13   | 8  | 4 | 1 | 3 | 16 | 12 | +4   | Clasificado a la ronda preliminar (cabeza de serie)    |
| 17   | Mónaco              | 13   | 8  | 4 | 1 | 3 | 13 | 13 | 0    | Clasificado a la ronda preliminar (no cabeza de serie) |
| 18   | Stade Brest         | 13   | 8  | 4 | 1 | 3 | 10 | 11 | −1   | Clasificado a la ronda preliminar (no cabeza de serie) |
| 19   | Feyenoord           | 13   | 8  | 4 | 1 | 3 | 18 | 21 | −3   | Clasificado a la ronda preliminar (no cabeza de serie) |
| 20   | Juventus            | 12   | 8  | 3 | 3 | 2 | 9  | 7  | +2   | Clasificado a la ronda preliminar (no cabeza de serie) |
| 21   | Celtic              | 12   | 8  | 3 | 3 | 2 | 13 | 14 | −1   | Clasificado a la ronda preliminar (no cabeza de serie) |
| 22   | Manchester City     | 11   | 8  | 3 | 2 | 3 | 18 | 14 | +4   | Clasificado a la ronda preliminar (no cabeza de serie) |
| 23   | Sporting de Lisboa  | 11   | 8  | 3 | 2 | 3 | 13 | 12 | +1   | Clasificado a la ronda preliminar (no cabeza de serie) |
| 24   | Brujas              | 11   | 8  | 3 | 2 | 3 | 7  | 11 | −4   | Clasificado a la ronda preliminar (no cabeza de serie) |
| 25   | Dinamo Zagreb       | 11   | 8  | 3 | 2 | 3 | 12 | 19 | −7   | Eliminado de la competición                            |
| 26   | Stuttgart           | 10   | 8  | 3 | 1 | 4 | 13 | 17 | −4   | Eliminado de la competición                            |
| 27   | Shakhtar Donetsk    | 7    | 8  | 2 | 1 | 5 | 8  | 16 | −8   | Eliminado de la competición                            |
| 28   | Bologna             | 6    | 8  | 1 | 3 | 4 | 4  | 9  | −5   | Eliminado de la competición                            |
| 29   | Estrella Roja       | 6    | 8  | 2 | 0 | 6 | 13 | 22 | −9   | Eliminado de la competición                            |
| 30   | Sturm Graz          | 6    | 8  | 2 | 0 | 6 | 5  | 14 | −9   | Eliminado de la competición                            |
| 31   | Sparta Praga        | 4    | 8  | 1 | 1 | 6 | 7  | 21 | −14  | Eliminado de la competición                            |
| 32   | RB Leipzig          | 3    | 8  | 1 | 0 | 7 | 8  | 15 | −7   | Eliminado de la competición                            |
| 33   | Girona              | 3    | 8  | 1 | 0 | 7 | 5  | 13 | −8   | Eliminado de la competición                            |
| 34   | Red Bull Salzburgo  | 3    | 8  | 1 | 0 | 7 | 5  | 27 | −22  | Eliminado de la competición                            |
| 35   | Slovan Bratislava   | 0    | 8  | 0 | 0 | 8 | 7  | 27 | −20  | Eliminado de la competición                            |
| 36   | Young Boys          | 0    | 8  | 0 | 0 | 8 | 3  | 24 | −21  | Eliminado de la competición                            |

Actualizado a los partidos jugados el 29 de enero de 2025.
 Fuente: UEFA Champions League
Criterios de clasificación: Puntos · Diferencia de goles · Goles a favor · Goles a favor como visitante · Victorias · Victorias como visitante · Puntos obtenidos por los oponentes en fase de liga · Diferencia de goles de los oponentes en fase de liga · Goles a favor de los oponentes en fase de liga · Fair Play · Coeficiente de clubes
Notas:
1. 1 2  Goles a favor como visitante (Victorias como visitante): Real Madrid 6 (2); Bayern Múnich 6 (1)

### Resultados
| Jornada 1           | Jornada 1 | Jornada 1          | Jornada 1               | Jornada 1        | Jornada 1 | Jornada 1    |
| Local               | Resultado | Visitante          | Estadio                 | Fecha            | Hora      | Espectadores |
| ------------------- | --------- | ------------------ | ----------------------- | ---------------- | --------- | ------------ |
| Juventus            | 3 – 1     | PSV Eindhoven      | Allianz Stadium         | 17 de septiembre | 18:45     | 40 417       |
| Young Boys          | 0 – 3     | Aston Villa        | Stadion Wankdorf        | 17 de septiembre | 18:45     | 31 500       |
| Bayern Múnich       | 9 – 2     | Dinamo Zagreb      | Allianz Arena           | 17 de septiembre | 21:00     | 75 000       |
| Milan               | 1 – 3     | Liverpool          | San Siro                | 17 de septiembre | 21:00     | 59 826       |
| Real Madrid         | 3 – 1     | Stuttgart          | Santiago Bernabéu       | 17 de septiembre | 21:00     | 71 288       |
| Sporting de Lisboa  | 2 – 0     | Lille              | José Alvalade           | 17 de septiembre | 21:00     | 40 024       |
| Bologna             | 0 – 0     | Shakhtar Donetsk   | Renato Dall'Ara         | 18 de septiembre | 18:45     | 23 130       |
| Sparta Praga        | 3 – 0     | Red Bull Salzburgo | Generali Arena          | 18 de septiembre | 18:45     | 17 612       |
| Brujas              | 0 – 3     | Borussia Dortmund  | Jan Breydel             | 18 de septiembre | 21:00     | 19 961       |
| Celtic              | 5 – 1     | Slovan Bratislava  | Celtic Park             | 18 de septiembre | 21:00     | 56 826       |
| Manchester City     | 0 – 0     | Inter de Milán     | Etihad Stadium          | 18 de septiembre | 21:00     | 50 922       |
| París Saint-Germain | 1 – 0     | Girona             | Parque de los Príncipes | 18 de septiembre | 21:00     | 39 951       |
| Estrella Roja       | 1 – 2     | Benfica            | Rajko Mitić             | 19 de septiembre | 18:45     | 44 238       |
| Feyenoord           | 0 – 4     | Bayer Leverkusen   | Stadion Feijenoord      | 19 de septiembre | 18:45     | 42 297       |
| Atalanta            | 0 – 0     | Arsenal            | Gewiss Stadium          | 19 de septiembre | 21:00     | 22 858       |
| Atlético de Madrid  | 2 – 1     | RB Leipzig         | Metropolitano           | 19 de septiembre | 21:00     | 57 856       |
| Stade Brest         | 2 – 1     | Sturm Graz         | Stade du Roudourou      | 19 de septiembre | 21:00     | 14 518       |
| Mónaco              | 2 – 1     | Barcelona          | Luis II                 | 19 de septiembre | 21:00     | 13 296       |

| Jornada 2          | Jornada 2 | Jornada 2           | Jornada 2               | Jornada 2    | Jornada 2 | Jornada 2    |
| Local              | Resultado | Visitante           | Estadio                 | Fecha        | Hora      | Espectadores |
| ------------------ | --------- | ------------------- | ----------------------- | ------------ | --------- | ------------ |
| Red Bull Salzburgo | 0 – 4     | Stade Brest         | Red Bull Arena          | 1 de octubre | 18:45     | 20 232       |
| Stuttgart          | 1 – 1     | Sparta Praga        | MHPArena                | 1 de octubre | 18:45     | 60 000       |
| Arsenal            | 2 – 0     | París Saint-Germain | Emirates Stadium        | 1 de octubre | 21:00     | 60 103       |
| Barcelona          | 5 – 0     | Young Boys          | Olímpico Lluís Companys | 1 de octubre | 21:00     | 45 097       |
| Bayer Leverkusen   | 1 – 0     | Milan               | BayArena                | 1 de octubre | 21:00     | 30 210       |
| Borussia Dortmund  | 7 – 1     | Celtic              | Signal Iduna Park       | 1 de octubre | 21:00     | 81 365       |
| Inter de Milán     | 4 – 0     | Estrella Roja       | Giuseppe Meazza         | 1 de octubre | 21:00     | 56 391       |
| PSV Eindhoven      | 1 – 1     | Sporting de Lisboa  | Philips Stadion         | 1 de octubre | 21:00     | 34 400       |
| Slovan Bratislava  | 0 – 4     | Manchester City     | Tehelné pole            | 1 de octubre | 21:00     | 22 500       |
| Girona             | 2 – 3     | Feyenoord           | Municipal de Montilivi  | 2 de octubre | 18:45     | 8 752        |
| Shakhtar Donetsk   | 0 – 3     | Atalanta            | Veltins-Arena           | 2 de octubre | 18:45     | 21 636       |
| Aston Villa        | 1 – 0     | Bayern Múnich       | Villa Park              | 2 de octubre | 21:00     | 38 991       |
| Benfica            | 4 – 0     | Atlético de Madrid  | Da Luz                  | 2 de octubre | 21:00     | 62 028       |
| Dinamo Zagreb      | 2 – 2     | Mónaco              | Maksimir                | 2 de octubre | 21:00     | 12 462       |
| RB Leipzig         | 2 – 3     | Juventus            | Red Bull Arena          | 2 de octubre | 21:00     | 45 228       |
| Lille              | 1 – 0     | Real Madrid         | Pierre-Mauroy           | 2 de octubre | 21:00     | 48 205       |
| Liverpool          | 2 – 0     | Bologna             | Anfield                 | 2 de octubre | 21:00     | 58 816       |
| Sturm Graz         | 0 – 1     | Brujas              | Hypo-Arena              | 2 de octubre | 21:00     | 23 205       |

| Jornada 3           | Jornada 3 | Jornada 3          | Jornada 3               | Jornada 3     | Jornada 3 | Jornada 3    |
| Local               | Resultado | Visitante          | Estadio                 | Fecha         | Hora      | Espectadores |
| ------------------- | --------- | ------------------ | ----------------------- | ------------- | --------- | ------------ |
| Milan               | 3 – 1     | Brujas             | San Siro                | 22 de octubre | 18:45     | 58 649       |
| Mónaco              | 5 – 1     | Estrella Roja      | Luis II                 | 22 de octubre | 18:45     | 9 590        |
| Arsenal             | 1 – 0     | Shakhtar Donetsk   | Emirates Stadium        | 22 de octubre | 21:00     | 59 594       |
| Aston Villa         | 2 – 0     | Bologna            | Villa Park              | 22 de octubre | 21:00     | 41 847       |
| Girona              | 2 – 0     | Slovan Bratislava  | Municipal de Montilivi  | 22 de octubre | 21:00     | 9 246        |
| Juventus            | 0 – 1     | Stuttgart          | Allianz Stadium         | 22 de octubre | 21:00     | 41 306       |
| París Saint-Germain | 1 – 1     | PSV Eindhoven      | Parque de los Príncipes | 22 de octubre | 21:00     | 47 511       |
| Real Madrid         | 5 – 2     | Borussia Dortmund  | Santiago Bernabéu       | 22 de octubre | 21:00     | 74 642       |
| Sturm Graz          | 0 – 2     | Sporting de Lisboa | Hypo-Arena              | 22 de octubre | 21:00     | 23 691       |
| Atalanta            | 0 – 0     | Celtic             | Gewiss Stadium          | 23 de octubre | 18:45     | 21 614       |
| Stade Brest         | 1 – 1     | Bayer Leverkusen   | Stade du Roudourou      | 23 de octubre | 18:45     | 15 510       |
| Atlético de Madrid  | 1 – 3     | Lille              | Metropolitano           | 23 de octubre | 21:00     | 61 197       |
| Barcelona           | 4 – 1     | Bayern Múnich      | Olímpico Lluís Companys | 23 de octubre | 21:00     | 50 312       |
| Benfica             | 1 – 3     | Feyenoord          | Da Luz                  | 23 de octubre | 21:00     | 61 687       |
| RB Leipzig          | 0 – 1     | Liverpool          | Red Bull Arena          | 23 de octubre | 21:00     | 45 228       |
| Manchester City     | 5 – 0     | Sparta Praga       | Etihad Stadium          | 23 de octubre | 21:00     | 50 116       |
| Red Bull Salzburgo  | 0 – 2     | Dinamo Zagreb      | Red Bull Arena          | 23 de octubre | 21:00     | 24 018       |
| Young Boys          | 0 – 1     | Inter de Milán     | Stadion Wankdorf        | 23 de octubre | 21:00     | 31 500       |

| Jornada 4           | Jornada 4 | Jornada 4          | Jornada 4               | Jornada 4      | Jornada 4 | Jornada 4    |
| Local               | Resultado | Visitante          | Estadio                 | Fecha          | Hora      | Espectadores |
| ------------------- | --------- | ------------------ | ----------------------- | -------------- | --------- | ------------ |
| PSV Eindhoven       | 4 – 0     | Girona             | Philips Stadion         | 5 de noviembre | 18:45     | 34 400       |
| Slovan Bratislava   | 1 – 4     | Dinamo Zagreb      | Tehelné pole            | 5 de noviembre | 18:45     | 22 132       |
| Bologna             | 0 – 1     | Mónaco             | Renato Dall'Ara         | 5 de noviembre | 21:00     | 23 084       |
| Borussia Dortmund   | 1 – 0     | Sturm Graz         | Signal Iduna Park       | 5 de noviembre | 21:00     | 81 365       |
| Celtic              | 3 – 1     | RB Leipzig         | Celtic Park             | 5 de noviembre | 21:00     | 57 551       |
| Lille               | 1 – 1     | Juventus           | Pierre-Mauroy           | 5 de noviembre | 21:00     | 48 312       |
| Liverpool           | 4 – 0     | Bayer Leverkusen   | Anfield                 | 5 de noviembre | 21:00     | 59 790       |
| Real Madrid         | 1 – 3     | Milan              | Santiago Bernabéu       | 5 de noviembre | 21:00     | 75 561       |
| Sporting de Lisboa  | 4 – 1     | Manchester City    | José Alvalade           | 5 de noviembre | 21:00     | 47 453       |
| Brujas              | 1 – 0     | Aston Villa        | Jan Breydel             | 6 de noviembre | 18:45     | 23 466       |
| Shakhtar Donetsk    | 2 – 1     | Young Boys         | Veltins-Arena           | 6 de noviembre | 18:45     | 17 420       |
| Bayern Múnich       | 1 – 0     | Benfica            | Allianz Arena           | 6 de noviembre | 21:00     | 75 000       |
| Estrella Roja       | 2 – 5     | Barcelona          | Rajko Mitić             | 6 de noviembre | 21:00     | 48 886       |
| Feyenoord           | 1 – 3     | Red Bull Salzburgo | Stadion Feijenoord      | 6 de noviembre | 21:00     | 42 774       |
| Inter de Milán      | 1 – 0     | Arsenal            | Giuseppe Meazza         | 6 de noviembre | 21:00     | 75 222       |
| París Saint-Germain | 1 – 2     | Atlético de Madrid | Parque de los Príncipes | 6 de noviembre | 21:00     | 47 369       |
| Sparta Praga        | 1 – 2     | Stade Brest        | Generali Arena          | 6 de noviembre | 21:00     | 18 033       |
| Stuttgart           | 0 – 2     | Atalanta           | MHPArena                | 6 de noviembre | 21:00     | 60 000       |

| Jornada 5          | Jornada 5 | Jornada 5           | Jornada 5               | Jornada 5       | Jornada 5 | Jornada 5    |
| Local              | Resultado | Visitante           | Estadio                 | Fecha           | Hora      | Espectadores |
| ------------------ | --------- | ------------------- | ----------------------- | --------------- | --------- | ------------ |
| Slovan Bratislava  | 2 – 3     | Milan               | Tehelné pole            | 26 de noviembre | 18:45     | 22 500       |
| Sparta Praga       | 0 – 6     | Atlético de Madrid  | Generali Arena          | 26 de noviembre | 18:45     | 18 110       |
| Barcelona          | 3 – 0     | Stade Brest         | Olímpico Lluís Companys | 26 de noviembre | 21:00     | 46 317       |
| Bayer Leverkusen   | 5 – 0     | Red Bull Salzburgo  | BayArena                | 26 de noviembre | 21:00     | 29 211       |
| Bayern Múnich      | 1 – 0     | París Saint-Germain | Allianz Arena           | 26 de noviembre | 21:00     | 75 000       |
| Inter de Milán     | 1 – 0     | RB Leipzig          | Giuseppe Meazza         | 26 de noviembre | 21:00     | 63 174       |
| Manchester City    | 3 – 3     | Feyenoord           | Etihad Stadium          | 26 de noviembre | 21:00     | 47 011       |
| Sporting de Lisboa | 1 – 5     | Arsenal             | José Alvalade           | 26 de noviembre | 21:00     | 47 386       |
| Young Boys         | 1 – 6     | Atalanta            | Stadion Wankdorf        | 26 de noviembre | 21:00     | 31 500       |
| Estrella Roja      | 5 – 1     | Stuttgart           | Rajko Mitić             | 27 de noviembre | 18:45     | 41 372       |
| Sturm Graz         | 1 – 0     | Girona              | Hypo-Arena              | 27 de noviembre | 18:45     | 21 502       |
| Aston Villa        | 0 – 0     | Juventus            | Villa Park              | 27 de noviembre | 21:00     | 42 589       |
| Bologna            | 1 – 2     | Lille               | Renato Dall'Ara         | 27 de noviembre | 21:00     | 22 420       |
| Celtic             | 1 – 1     | Brujas              | Celtic Park             | 27 de noviembre | 21:00     | 57 456       |
| Dinamo Zagreb      | 0 – 3     | Borussia Dortmund   | Maksimir                | 27 de noviembre | 21:00     | 20 019       |
| Liverpool          | 2 – 0     | Real Madrid         | Anfield                 | 27 de noviembre | 21:00     | 59 546       |
| Mónaco             | 2 – 3     | Benfica             | Luis II                 | 27 de noviembre | 21:00     | 13 581       |
| PSV Eindhoven      | 3 – 2     | Shakhtar Donetsk    | Philips Stadion         | 27 de noviembre | 21:00     | 35 100       |

| Jornada 6          | Jornada 6 | Jornada 6           | Jornada 6              | Jornada 6       | Jornada 6 | Jornada 6    |
| Local              | Resultado | Visitante           | Estadio                | Fecha           | Hora      | Espectadores |
| ------------------ | --------- | ------------------- | ---------------------- | --------------- | --------- | ------------ |
| Dinamo Zagreb      | 0 – 0     | Celtic              | Maksimir               | 10 de diciembre | 18:45     | 18 158       |
| Girona             | 0 – 1     | Liverpool           | Municipal de Montilivi | 10 de diciembre | 18:45     | 9 241        |
| Atalanta           | 2 – 3     | Real Madrid         | Gewiss Stadium         | 10 de diciembre | 21:00     | 22 967       |
| Bayer Leverkusen   | 1 – 0     | Inter de Milán      | BayArena               | 10 de diciembre | 21:00     | 30 210       |
| Stade Brest        | 1 – 0     | PSV Eindhoven       | Stade du Roudourou     | 10 de diciembre | 21:00     | 15 778       |
| Brujas             | 2 – 1     | Sporting de Lisboa  | Jan Breydel            | 10 de diciembre | 21:00     | 22 254       |
| RB Leipzig         | 2 – 3     | Aston Villa         | Red Bull Arena         | 10 de diciembre | 21:00     | 40 406       |
| Red Bull Salzburgo | 0 – 3     | París Saint-Germain | Red Bull Arena         | 10 de diciembre | 21:00     | 25 065       |
| Shakhtar Donetsk   | 1 – 5     | Bayern Múnich       | Veltins-Arena          | 10 de diciembre | 21:00     | 57 079       |
| Atlético de Madrid | 3 – 1     | Slovan Bratislava   | Metropolitano          | 11 de diciembre | 18:45     | 59 134       |
| Lille              | 3 – 2     | Sturm Graz          | Pierre-Mauroy          | 11 de diciembre | 18:45     | 45 796       |
| Arsenal            | 3 – 0     | Mónaco              | Emirates Stadium       | 11 de diciembre | 21:00     | 60 157       |
| Benfica            | 0 – 0     | Bologna             | Da Luz                 | 11 de diciembre | 21:00     | 60 650       |
| Borussia Dortmund  | 2 – 3     | Barcelona           | Signal Iduna Park      | 11 de diciembre | 21:00     | 81 365       |
| Feyenoord          | 4 – 2     | Sparta Praga        | Stadion Feijenoord     | 11 de diciembre | 21:00     | 45 000       |
| Juventus           | 2 – 0     | Manchester City     | Allianz Stadium        | 11 de diciembre | 21:00     | 40 890       |
| Milan              | 2 – 1     | Estrella Roja       | San Siro               | 11 de diciembre | 21:00     | 53 717       |
| Stuttgart          | 5 – 1     | Young Boys          | MHPArena               | 11 de diciembre | 21:00     | 60 000       |

| Jornada 7           | Jornada 7 | Jornada 7          | Jornada 7               | Jornada 7   | Jornada 7 | Jornada 7    |
| Local               | Resultado | Visitante          | Estadio                 | Fecha       | Hora      | Espectadores |
| ------------------- | --------- | ------------------ | ----------------------- | ----------- | --------- | ------------ |
| Atalanta            | 5 – 0     | Sturm Graz         | Gewiss Stadium          | 21 de enero | 18:45     | 19 469       |
| Mónaco              | 1 – 0     | Aston Villa        | Luis II                 | 21 de enero | 18:45     | 13 508       |
| Atlético de Madrid  | 2 – 1     | Bayer Leverkusen   | Metropolitano           | 21 de enero | 21:00     | 66 820       |
| Benfica             | 4 – 5     | Barcelona          | Da Luz                  | 21 de enero | 21:00     | 63 225       |
| Bologna             | 2 – 1     | Borussia Dortmund  | Renato Dall'Ara         | 21 de enero | 21:00     | 26 801       |
| Brujas              | 0 – 0     | Juventus           | Jan Breydel             | 21 de enero | 21:00     | 26 700       |
| Estrella Roja       | 2 – 3     | PSV Eindhoven      | Rajko Mitić             | 21 de enero | 21:00     | 36 648       |
| Liverpool           | 2 – 1     | Lille              | Anfield                 | 21 de enero | 21:00     | 59 782       |
| Slovan Bratislava   | 1 – 3     | Stuttgart          | Tehelné pole            | 21 de enero | 21:00     | 22 500       |
| RB Leipzig          | 2 – 1     | Sporting de Lisboa | Red Bull Arena          | 22 de enero | 18:45     | 33 478       |
| Shakhtar Donetsk    | 2 – 0     | Stade Brest        | Veltins-Arena           | 22 de enero | 18:45     | 15 282       |
| Arsenal             | 3 – 0     | Dinamo Zagreb      | Emirates Stadium        | 22 de enero | 21:00     | 60 024       |
| Celtic              | 1 – 0     | Young Boys         | Celtic Park             | 22 de enero | 21:00     | 56 544       |
| Feyenoord           | 3 – 0     | Bayern Múnich      | Stadion Feijenoord      | 22 de enero | 21:00     | 43 106       |
| Milan               | 1 – 0     | Girona             | San Siro                | 22 de enero | 21:00     | 66 030       |
| París Saint-Germain | 4 – 2     | Manchester City    | Parque de los Príncipes | 22 de enero | 21:00     | 47 818       |
| Real Madrid         | 5 – 1     | Red Bull Salzburgo | Santiago Bernabéu       | 22 de enero | 21:00     | 73 692       |
| Sparta Praga        | 0 – 1     | Inter de Milán     | Generali Arena          | 22 de enero | 21:00     | 18 010       |

| Jornada 8          | Jornada 8 | Jornada 8           | Jornada 8               | Jornada 8   | Jornada 8 | Jornada 8    |
| Local              | Resultado | Visitante           | Estadio                 | Fecha       | Hora      | Espectadores |
| ------------------ | --------- | ------------------- | ----------------------- | ----------- | --------- | ------------ |
| Aston Villa        | 4 – 2     | Celtic              | Villa Park              | 29 de enero | 21:00     | 42 824       |
| Barcelona          | 2 – 2     | Atalanta            | Olímpico Lluís Companys | 29 de enero | 21:00     | 42 728       |
| Bayer Leverkusen   | 2 – 0     | Sparta Praga        | BayArena                | 29 de enero | 21:00     | 30 210       |
| Bayern Múnich      | 3 – 1     | Slovan Bratislava   | Allianz Arena           | 29 de enero | 21:00     | 75 000       |
| Borussia Dortmund  | 3 – 1     | Shakhtar Donetsk    | Signal Iduna Park       | 29 de enero | 21:00     | 81 365       |
| Stade Brest        | 0 – 3     | Real Madrid         | Stade du Roudourou      | 29 de enero | 21:00     | 15 405       |
| Dinamo Zagreb      | 2 – 1     | Milan               | Maksimir                | 29 de enero | 21:00     | 18 856       |
| Girona             | 1 – 2     | Arsenal             | Municipal de Montilivi  | 29 de enero | 21:00     | 9 048        |
| Inter de Milán     | 3 – 0     | Mónaco              | Giuseppe Meazza         | 29 de enero | 21:00     | 71 601       |
| Juventus           | 0 – 2     | Benfica             | Allianz Stadium         | 29 de enero | 21:00     | 41 402       |
| Lille              | 6 – 1     | Feyenoord           | Pierre-Mauroy           | 29 de enero | 21:00     | 44 071       |
| Manchester City    | 3 – 1     | Brujas              | Etihad Stadium          | 29 de enero | 21:00     | 51 237       |
| PSV Eindhoven      | 3 – 2     | Liverpool           | Philips Stadion         | 29 de enero | 21:00     | 35 000       |
| Red Bull Salzburgo | 1 – 4     | Atlético de Madrid  | Red Bull Arena          | 29 de enero | 21:00     | 23 389       |
| Sporting de Lisboa | 1 – 1     | Bologna             | José Alvalade           | 29 de enero | 21:00     | 37 328       |
| Sturm Graz         | 1 – 0     | RB Leipzig          | Hypo-Arena              | 29 de enero | 21:00     | 26 851       |
| Stuttgart          | 1 – 4     | París Saint-Germain | MHPArena                | 29 de enero | 21:00     | 60 000       |
| Young Boys         | 0 – 1     | Estrella Roja       | Stadion Wankdorf        | 29 de enero | 21:00     | 31 500       |

## Fase eliminatoria
En la fase eliminatoria, los equipos se enfrentan uno contra el otro en dos partidos, uno como local y el otro como visitante. Se suman los goles conseguidos por cada equipo. El conjunto que consiga más goles en la serie gana y avanza a la siguiente fase. Para esta novedosa fase de eliminación, no existen restricciones para equipos de la misma asociación enfrentándose entre sí, así como también un club puede enfrentar de nuevo a otro equipo contra el que ya jugó en la Fase de liga. El mecanismo de los sorteos para cada ronda es el siguiente:
- Primero, de acuerdo con la tabla de la Fase de Liga, los 8 primeros equipos de la tabla avanzarán directamente a los octavos de final, mientras que los clubes del lugar 9 al 24 jugarán la fase preliminar a los octavos.
- Los equipos posicionados del 9° al 16° serán cabezas de serie en esta fase y cerrarán la serie jugando el partido de vuelta como locales. El sorteo se divide en cuatro secciones basado en el cuadro eliminatorio predeterminado, con los equipos cabeza de serie siendo emparejados con dos posibles rivales del 17° al 24° lugar.
- Para los octavos de final, los primeros 8 de la tabla serán cabezas de serie y jugarán el partido de vuelta de la fase en casa. Asimismo, el sorteo se divide en cuatro secciones basado en el cuadro eliminatorio predeterminado y empareja a los equipos clasificados directamente con dos posibles rivales de los ganadores en la ronda anterior.
- Para los cuartos de final y semifinales, los partidos eliminatorios ya se definirán de acuerdo al cuadro predeterminado. El sorteo se lleva a cabo con el fin de definir cuál equipo juega el primer partido en casa. Asimismo, otro sorteo definirá qué equipo ganador de una semifinal será designado como equipo "local" para la final en fines administrativos, al ser disputada en el Allianz Arena de Múnich como sede neutral.
- La UEFA dio a conocer que el gol de visitante no contará como criterio para definir la serie. Por lo tanto, si el marcador global está empatado, la serie se definirá por tiempo extra y, de preservarse el empate, por la tanda de penaltis hasta definir un ganador.

| Octavos de final   | Fase preliminar                    | Fase preliminar                        |
| Posiciones 1–8     | Posiciones 9–16 (cabezas de serie) | Posiciones 17–24 (no cabezas de serie) |
| ------------------ | ---------------------------------- | -------------------------------------- |
| Liverpool          | Atalanta                           | Mónaco                                 |
| Barcelona          | Borussia Dortmund                  | Stade Brest                            |
| Arsenal            | Real Madrid                        | Feyenoord                              |
| Inter de Milán     | Bayern Múnich                      | Juventus                               |
| Atlético de Madrid | Milan                              | Celtic                                 |
| Bayer Leverkusen   | PSV Eindhoven                      | Manchester City                        |
| Lille              | Paris Saint-Germain                | Sporting de Lisboa                     |
| Aston Villa        | Benfica                            | Brujas                                 |

### Eliminatorias
|  | Octavos de final                                               | Octavos de final                                               | Octavos de final                                               | Octavos de final                                               | Octavos de final                                               |   |      | Cuartos de final                                               | Cuartos de final                                               | Cuartos de final                                               | Cuartos de final                                               | Cuartos de final                                               |  |     | Semifinales                                                   | Semifinales                                                   | Semifinales                                                   | Semifinales                                                   | Semifinales                                                   |  |      | Final                                    | Final                                    | Final                                    |  |
|  | 4 y 5 de marzo de 2025 (ida) 11 y 12 de marzo de 2025 (vuelta) | 4 y 5 de marzo de 2025 (ida) 11 y 12 de marzo de 2025 (vuelta) | 4 y 5 de marzo de 2025 (ida) 11 y 12 de marzo de 2025 (vuelta) | 4 y 5 de marzo de 2025 (ida) 11 y 12 de marzo de 2025 (vuelta) | 4 y 5 de marzo de 2025 (ida) 11 y 12 de marzo de 2025 (vuelta) |   |      | 8 y 9 de abril de 2025 (ida) 15 y 16 de abril de 2025 (vuelta) | 8 y 9 de abril de 2025 (ida) 15 y 16 de abril de 2025 (vuelta) | 8 y 9 de abril de 2025 (ida) 15 y 16 de abril de 2025 (vuelta) | 8 y 9 de abril de 2025 (ida) 15 y 16 de abril de 2025 (vuelta) | 8 y 9 de abril de 2025 (ida) 15 y 16 de abril de 2025 (vuelta) |  |     | 29 y 30 de abril de 2025 (ida) 6 y 7 de mayo de 2025 (vuelta) | 29 y 30 de abril de 2025 (ida) 6 y 7 de mayo de 2025 (vuelta) | 29 y 30 de abril de 2025 (ida) 6 y 7 de mayo de 2025 (vuelta) | 29 y 30 de abril de 2025 (ida) 6 y 7 de mayo de 2025 (vuelta) | 29 y 30 de abril de 2025 (ida) 6 y 7 de mayo de 2025 (vuelta) |  |      | 31 de mayo de 2025 Allianz Arena, Múnich | 31 de mayo de 2025 Allianz Arena, Múnich | 31 de mayo de 2025 Allianz Arena, Múnich |  |
|  |                                                                |                                                                |                                                                |                                                                |                                                                |   |      |                                                                |                                                                |                                                                |                                                                |                                                                |  |     |                                                               |                                                               |                                                               |                                                               |                                                               |  |      |                                          |                                          |                                          |  |
|  |                                                                |                                                                |                                                                |                                                                |                                                                |   |      |                                                                |                                                                |                                                                |                                                                |                                                                |  |     |                                                               |                                                               |                                                               |                                                               |                                                               |  |      |                                          |                                          |                                          |  |
|  | 14.º                                                           | PSV Eindhoven                                                  | 1                                                              | 2                                                              | 3                                                              |   |      |                                                                |                                                                |                                                                |                                                                |                                                                |  |     |                                                               |                                                               |                                                               |                                                               |                                                               |  |      |                                          |                                          |                                          |  |
|  | 14.º                                                           | PSV Eindhoven                                                  | 1                                                              | 2                                                              | 3                                                              |   |      |                                                                |                                                                |                                                                |                                                                |                                                                |  |     |                                                               |                                                               |                                                               |                                                               |                                                               |  |      |                                          |                                          |                                          |  |
|  | 3.º                                                            | Arsenal                                                        | 7                                                              | 2                                                              | 9                                                              |   |      |                                                                |                                                                |                                                                |                                                                |                                                                |  |     |                                                               |                                                               |                                                               |                                                               |                                                               |  |      |                                          |                                          |                                          |  |
|  | 3.º                                                            | Arsenal                                                        | 7                                                              | 2                                                              | 9                                                              |   | 3.º  | Arsenal                                                        | 3                                                              | 2                                                              | 5                                                              |                                                                |  |     |                                                               |                                                               |                                                               |                                                               |                                                               |  |      |                                          |                                          |                                          |  |
|  |                                                                |                                                                |                                                                |                                                                |                                                                |   | 3.º  | Arsenal                                                        | 3                                                              | 2                                                              | 5                                                              |                                                                |  |     |                                                               |                                                               |                                                               |                                                               |                                                               |  |      |                                          |                                          |                                          |  |
|  |                                                                |                                                                | 11.º                                                           | Real Madrid                                                    | 0                                                              | 1 | 1    |                                                                |                                                                |                                                                |                                                                |                                                                |  |     |                                                               |                                                               |                                                               |                                                               |                                                               |  |      |                                          |                                          |                                          |  |
|  | 11.º                                                           | Real Madrid (p.)                                               | 11.º                                                           | Real Madrid                                                    | 0                                                              | 1 | 1    | 2                                                              | 0                                                              | 2 (4)                                                          |                                                                |                                                                |  |     |                                                               |                                                               |                                                               |                                                               |                                                               |  |      |                                          |                                          |                                          |  |
|  | 11.º                                                           | Real Madrid (p.)                                               |                                                                |                                                                |                                                                |   |      |                                                                |                                                                | 2 (4)                                                          |                                                                |                                                                |  |     |                                                               |                                                               |                                                               |                                                               |                                                               |  |      |                                          |                                          |                                          |  |
|  | 5.º                                                            | Atlético de Madrid                                             | 1                                                              | 1                                                              | 2 (2)                                                          |   |      |                                                                |                                                                |                                                                |                                                                |                                                                |  |     |                                                               |                                                               |                                                               |                                                               |                                                               |  |      |                                          |                                          |                                          |  |
|  | 5.º                                                            | Atlético de Madrid                                             | 1                                                              | 1                                                              | 2 (2)                                                          |   |      |                                                                |                                                                |                                                                |                                                                |                                                                |  | 3.º | Arsenal                                                       | 0                                                             | 1                                                             | 1                                                             |                                                               |  |      |                                          |                                          |                                          |  |
|  |                                                                |                                                                |                                                                |                                                                |                                                                |   |      |                                                                |                                                                |                                                                |                                                                |                                                                |  | 3.º | Arsenal                                                       | 0                                                             | 1                                                             | 1                                                             |                                                               |  |      |                                          |                                          |                                          |  |
|  |                                                                |                                                                | 15.°                                                           | Paris Saint-Germain                                            | 1                                                              | 2 | 3    |                                                                |                                                                |                                                                |                                                                |                                                                |  |     |                                                               |                                                               |                                                               |                                                               |                                                               |  |      |                                          |                                          |                                          |  |
|  | 15.º                                                           | Paris Saint-Germain (p.)                                       | 15.°                                                           | Paris Saint-Germain                                            | 1                                                              | 2 | 3    | 0                                                              | 1                                                              | 1 (4)                                                          |                                                                |                                                                |  |     |                                                               |                                                               |                                                               |                                                               |                                                               |  |      |                                          |                                          |                                          |  |
|  | 15.º                                                           | Paris Saint-Germain (p.)                                       |                                                                |                                                                |                                                                |   |      |                                                                |                                                                | 1 (4)                                                          |                                                                |                                                                |  |     |                                                               |                                                               |                                                               |                                                               |                                                               |  |      |                                          |                                          |                                          |  |
|  | 1.º                                                            | Liverpool                                                      | 1                                                              | 0                                                              | 1 (1)                                                          |   |      |                                                                |                                                                |                                                                |                                                                |                                                                |  |     |                                                               |                                                               |                                                               |                                                               |                                                               |  |      |                                          |                                          |                                          |  |
|  | 1.º                                                            | Liverpool                                                      | 1                                                              | 0                                                              | 1 (1)                                                          |   | 15.º | Paris Saint-Germain                                            | 3                                                              | 2                                                              | 5                                                              |                                                                |  |     |                                                               |                                                               |                                                               |                                                               |                                                               |  |      |                                          |                                          |                                          |  |
|  |                                                                |                                                                |                                                                |                                                                |                                                                |   | 15.º | Paris Saint-Germain                                            | 3                                                              | 2                                                              | 5                                                              |                                                                |  |     |                                                               |                                                               |                                                               |                                                               |                                                               |  |      |                                          |                                          |                                          |  |
|  |                                                                |                                                                | 8.º                                                            | Aston Villa                                                    | 1                                                              | 3 | 4    |                                                                |                                                                |                                                                |                                                                |                                                                |  |     |                                                               |                                                               |                                                               |                                                               |                                                               |  |      |                                          |                                          |                                          |  |
|  | 24.º                                                           | Brujas                                                         | 8.º                                                            | Aston Villa                                                    | 1                                                              | 3 | 4    | 1                                                              | 0                                                              | 1                                                              |                                                                |                                                                |  |     |                                                               |                                                               |                                                               |                                                               |                                                               |  |      |                                          |                                          |                                          |  |
|  | 24.º                                                           | Brujas                                                         |                                                                |                                                                |                                                                |   |      |                                                                |                                                                | 1                                                              |                                                                |                                                                |  |     |                                                               |                                                               |                                                               |                                                               |                                                               |  |      |                                          |                                          |                                          |  |
|  | 8.º                                                            | Aston Villa                                                    | 3                                                              | 3                                                              | 6                                                              |   |      |                                                                |                                                                |                                                                |                                                                |                                                                |  |     |                                                               |                                                               |                                                               |                                                               |                                                               |  |      |                                          |                                          |                                          |  |
|  | 8.º                                                            | Aston Villa                                                    | 3                                                              | 3                                                              | 6                                                              |   |      |                                                                |                                                                |                                                                |                                                                |                                                                |  |     |                                                               |                                                               |                                                               |                                                               |                                                               |  | 15.º | Paris Saint-Germain                      | 5                                        |                                          |  |
|  |                                                                |                                                                |                                                                |                                                                |                                                                |   |      |                                                                |                                                                |                                                                |                                                                |                                                                |  |     |                                                               |                                                               |                                                               |                                                               |                                                               |  | 15.º | Paris Saint-Germain                      | 5                                        |                                          |  |
|  |                                                                |                                                                | 4.º                                                            | Inter de Milán                                                 | 0                                                              |   |      |                                                                |                                                                |                                                                |                                                                |                                                                |  |     |                                                               |                                                               |                                                               |                                                               |                                                               |  |      |                                          |                                          |                                          |  |
|  | 16.º                                                           | Benfica                                                        | 4.º                                                            | Inter de Milán                                                 | 0                                                              | 0 | 1    | 1                                                              |                                                                |                                                                |                                                                |                                                                |  |     |                                                               |                                                               |                                                               |                                                               |                                                               |  |      |                                          |                                          |                                          |  |
|  | 16.º                                                           | Benfica                                                        |                                                                |                                                                |                                                                |   |      |                                                                |                                                                |                                                                |                                                                |                                                                |  |     |                                                               |                                                               |                                                               |                                                               |                                                               |  |      |                                          |                                          |                                          |  |
|  | 2.º                                                            | Barcelona                                                      | 1                                                              | 3                                                              | 4                                                              |   |      |                                                                |                                                                |                                                                |                                                                |                                                                |  |     |                                                               |                                                               |                                                               |                                                               |                                                               |  |      |                                          |                                          |                                          |  |
|  | 2.º                                                            | Barcelona                                                      | 1                                                              | 3                                                              | 4                                                              |   | 2.º  | Barcelona                                                      | 4                                                              | 1                                                              | 5                                                              |                                                                |  |     |                                                               |                                                               |                                                               |                                                               |                                                               |  |      |                                          |                                          |                                          |  |
|  |                                                                |                                                                |                                                                |                                                                |                                                                |   | 2.º  | Barcelona                                                      | 4                                                              | 1                                                              | 5                                                              |                                                                |  |     |                                                               |                                                               |                                                               |                                                               |                                                               |  |      |                                          |                                          |                                          |  |
|  |                                                                |                                                                | 10.º                                                           | Borussia Dortmund                                              | 0                                                              | 3 | 3    |                                                                |                                                                |                                                                |                                                                |                                                                |  |     |                                                               |                                                               |                                                               |                                                               |                                                               |  |      |                                          |                                          |                                          |  |
|  | 10.º                                                           | Borussia Dortmund                                              | 10.º                                                           | Borussia Dortmund                                              | 0                                                              | 3 | 3    | 1                                                              | 2                                                              | 3                                                              |                                                                |                                                                |  |     |                                                               |                                                               |                                                               |                                                               |                                                               |  |      |                                          |                                          |                                          |  |
|  | 10.º                                                           | Borussia Dortmund                                              |                                                                |                                                                |                                                                |   |      |                                                                |                                                                | 3                                                              |                                                                |                                                                |  |     |                                                               |                                                               |                                                               |                                                               |                                                               |  |      |                                          |                                          |                                          |  |
|  | 7.º                                                            | Lille                                                          | 1                                                              | 1                                                              | 2                                                              |   |      |                                                                |                                                                |                                                                |                                                                |                                                                |  |     |                                                               |                                                               |                                                               |                                                               |                                                               |  |      |                                          |                                          |                                          |  |
|  | 7.º                                                            | Lille                                                          | 1                                                              | 1                                                              | 2                                                              |   |      |                                                                |                                                                |                                                                |                                                                |                                                                |  | 2.º | Barcelona                                                     | 3                                                             | 3                                                             | 6                                                             |                                                               |  |      |                                          |                                          |                                          |  |
|  |                                                                |                                                                |                                                                |                                                                |                                                                |   |      |                                                                |                                                                |                                                                |                                                                |                                                                |  | 2.º | Barcelona                                                     | 3                                                             | 3                                                             | 6                                                             |                                                               |  |      |                                          |                                          |                                          |  |
|  |                                                                |                                                                | 4.º                                                            | Inter de Milán (t.s.)                                          | 3                                                              | 4 | 7    |                                                                |                                                                |                                                                |                                                                |                                                                |  |     |                                                               |                                                               |                                                               |                                                               |                                                               |  |      |                                          |                                          |                                          |  |
|  | 12.º                                                           | Bayern Múnich                                                  | 4.º                                                            | Inter de Milán (t.s.)                                          | 3                                                              | 4 | 7    | 3                                                              | 2                                                              | 5                                                              |                                                                |                                                                |  |     |                                                               |                                                               |                                                               |                                                               |                                                               |  |      |                                          |                                          |                                          |  |
|  | 12.º                                                           | Bayern Múnich                                                  |                                                                |                                                                |                                                                |   |      |                                                                |                                                                | 5                                                              |                                                                |                                                                |  |     |                                                               |                                                               |                                                               |                                                               |                                                               |  |      |                                          |                                          |                                          |  |
|  | 6.º                                                            | Bayer Leverkusen                                               | 0                                                              | 0                                                              | 0                                                              |   |      |                                                                |                                                                |                                                                |                                                                |                                                                |  |     |                                                               |                                                               |                                                               |                                                               |                                                               |  |      |                                          |                                          |                                          |  |
|  | 6.º                                                            | Bayer Leverkusen                                               | 0                                                              | 0                                                              | 0                                                              |   | 12.º | Bayern Múnich                                                  | 1                                                              | 2                                                              | 3                                                              |                                                                |  |     |                                                               |                                                               |                                                               |                                                               |                                                               |  |      |                                          |                                          |                                          |  |
|  |                                                                |                                                                |                                                                |                                                                |                                                                |   | 12.º | Bayern Múnich                                                  | 1                                                              | 2                                                              | 3                                                              |                                                                |  |     |                                                               |                                                               |                                                               |                                                               |                                                               |  |      |                                          |                                          |                                          |  |
|  |                                                                |                                                                | 4.º                                                            | Inter de Milán                                                 | 2                                                              | 2 | 4    |                                                                |                                                                |                                                                |                                                                |                                                                |  |     |                                                               |                                                               |                                                               |                                                               |                                                               |  |      |                                          |                                          |                                          |  |
|  | 19.º                                                           | Feyenoord                                                      | 4.º                                                            | Inter de Milán                                                 | 2                                                              | 2 | 4    | 0                                                              | 1                                                              | 1                                                              |                                                                |                                                                |  |     |                                                               |                                                               |                                                               |                                                               |                                                               |  |      |                                          |                                          |                                          |  |
|  | 19.º                                                           | Feyenoord                                                      |                                                                |                                                                |                                                                |   |      |                                                                |                                                                | 1                                                              |                                                                |                                                                |  |     |                                                               |                                                               |                                                               |                                                               |                                                               |  |      |                                          |                                          |                                          |  |
|  | 4.º                                                            | Inter de Milán                                                 | 2                                                              | 2                                                              | 4                                                              |   |      |                                                                |                                                                |                                                                |                                                                |                                                                |  |     |                                                               |                                                               |                                                               |                                                               |                                                               |  |      |                                          |                                          |                                          |  |
|  | 4.º                                                            | Inter de Milán                                                 | 2                                                              | 2                                                              | 4                                                              |   |      |                                                                |                                                                |                                                                |                                                                |                                                                |  |     |                                                               |                                                               |                                                               |                                                               |                                                               |  |      |                                          |                                          |                                          |  |
|  |                                                                |                                                                |                                                                |                                                                |                                                                |   |      |                                                                |                                                                |                                                                |                                                                |                                                                |  |     |                                                               |                                                               |                                                               |                                                               |                                                               |  |      |                                          |                                          |                                          |  |

### Ronda preliminar
| Equipo 1           | Agr.        | Equipo 2            | Ida | Vuelta |
| ------------------ | ----------- | ------------------- | --- | ------ |
| Stade Brest        | 0–10        | París Saint-Germain | 0–3 | 0–7    |
| Brujas             | 5–2         | Atalanta            | 2–1 | 3–1    |
| Manchester City    | 3–6         | Real Madrid         | 2–3 | 1–3    |
| Juventus           | 3–4 (t. s.) | PSV Eindhoven       | 2–1 | 1–3    |
| Mónaco             | 3–4         | Benfica             | 0–1 | 3–3    |
| Sporting de Lisboa | 0–3         | Borussia Dortmund   | 0–3 | 0–0    |
| Celtic             | 2–3         | Bayern Múnich       | 1–2 | 1–1    |
| Feyenoord          | 2–1         | Milan               | 1–0 | 1–1    |

### Octavos de final
| Equipo 1            | Agr.         | Equipo 2           | Ida | Vuelta |
| ------------------- | ------------ | ------------------ | --- | ------ |
| París Saint-Germain | 1–1 (4–1 p.) | Liverpool          | 0–1 | 1–0    |
| Brujas              | 1–6          | Aston Villa        | 1–3 | 0–3    |
| Real Madrid         | 2–2 (4–2 p.) | Atlético de Madrid | 2–1 | 0–1    |
| PSV Eindhoven       | 3–9          | Arsenal            | 1–7 | 2–2    |
| Benfica             | 1–4          | Barcelona          | 0–1 | 1–3    |
| Borussia Dortmund   | 3–2          | Lille              | 1–1 | 2–1    |
| Bayern Múnich       | 5–0          | Bayer Leverkusen   | 3–0 | 2–0    |
| Feyenoord           | 1–4          | Inter de Milán     | 0–2 | 1–2    |

### Cuartos de final
| Equipo 1            | Agr. | Equipo 2          | Ida | Vuelta |
| ------------------- | ---- | ----------------- | --- | ------ |
| París Saint-Germain | 5–4  | Aston Villa       | 3–1 | 2–3    |
| Arsenal             | 5–1  | Real Madrid       | 3–0 | 2–1    |
| Barcelona           | 5–3  | Borussia Dortmund | 4–0 | 1–3    |
| Bayern Múnich       | 3–4  | Inter de Milán    | 1–2 | 2–2    |

### Semifinales
| Equipo 1  | Agr.        | Equipo 2            | Ida | Vuelta |
| --------- | ----------- | ------------------- | --- | ------ |
| Arsenal   | 1–3         | París Saint-Germain | 0–1 | 1–2    |
| Barcelona | 6–7 (t. s.) | Inter de Milán      | 3–3 | 3–4    |

### Final
| 1     | POR   | Gianluigi Donnarumma  |     |
| 2     | DEF   | Achraf Hakimi         |     |
| 5     | DEF   | Marquinhos            |     |
| 51    | DEF   | Willian Pacho         |     |
| 25    | DEF   | Nuno Mendes           | 78' |
| 87    | MED   | João Neves            | 84' |
| 17    | MED   | Vitinha               |     |
| 8     | MED   | Fabián Ruiz           | 84' |
| 14    | DEL   | Désiré Doué           | 66' |
| 10    | DEL   | Ousmane Dembélé       |     |
| 7     | DEL   | Khvicha Kvaratskhelia | 84' |
| D. T. | D. T. | Luis Enrique          |     |

| 1     | POR   | Yann Sommer        |     |
| 28    | DEF   | Benjamin Pavard    | 54' |
| 15    | DEF   | Francesco Acerbi   |     |
| 95    | DEF   | Alessandro Bastoni |     |
| 2     | MED   | Denzel Dumfries    |     |
| 23    | MED   | Nicolò Barella     |     |
| 20    | MED   | Hakan Çalhanoğlu   | 70' |
| 22    | MED   | Henrikh Mkhitaryan | 62' |
| 32    | MED   | Federico Dimarco   | 54' |
| 9     | DEL   | Marcus Thuram      |     |
| 10    | DEL   | Lautaro Martínez   |     |
| D. T. | D. T. | Simone Inzaghi     |     |

| 29 | DEL | Bradley Barcola    | 66' |
| 21 | DEF | Lucas Hernández    | 78' |
| 24 | MED | Senny Mayulu       | 84' |
| 33 | MED | Warren Zaïre-Emery | 84' |
| 9  | DEL | Gonçalo Ramos      | 84' |

| 31 | DEF | Yann Bisseck     | 54 62'' |
| 59 | MED | Nicola Zalewski  | 54'     |
| 30 | DEF | Carlos Augusto   | 62'     |
| 36 | DEF | Matteo Darmian   | 62'     |
| 21 | MED | Kristjan Asllani | 70'     |

| 12' · 20' · 63' · 73' · 87' | Achraf Hakimi Désiré Doué Khvicha Kvaratskhelia Senny Mayulu | 1:0 2:0 3:0 4:0 5:0 |

| 65' · 90' | Désiré Doué Achraf Hakimi |

| 56' · 58' · 69' · 71' | Nicola Zalewski Simone Inzaghi Marcus Thuram Francesco Acerbi |

| Principal  | István Kovács   |
| Asistentes | Mihai Marica    |
|            | Ferencz Tunyogi |
| Cuarto     | João Pinheiro   |
| Quinto     | Bruno Jesús     |

| VAR            | Dennis Higler  |
| Asistentes VAR | Catalin Popa   |
|                | Pol van Boekel |

|                    |     |     |
| Tiros              | 23  | 8   |
| Tiros a puerta     | 8   | 2   |
| Faltas             | 13  | 7   |
| Saques de esquina  | 4   | 6   |
| Fueras de juego    | 0   | 5   |
| Posesión del balón | 59% | 41% |

| Alineación inicial |

| 1     | POR   | Gianluigi Donnarumma  |     |
| 2     | DEF   | Achraf Hakimi         |     |
| 5     | DEF   | Marquinhos            |     |
| 51    | DEF   | Willian Pacho         |     |
| 25    | DEF   | Nuno Mendes           | 78' |
| 87    | MED   | João Neves            | 84' |
| 17    | MED   | Vitinha               |     |
| 8     | MED   | Fabián Ruiz           | 84' |
| 14    | DEL   | Désiré Doué           | 66' |
| 10    | DEL   | Ousmane Dembélé       |     |
| 7     | DEL   | Khvicha Kvaratskhelia | 84' |
| D. T. | D. T. | Luis Enrique          |     |

| 1     | POR   | Yann Sommer        |     |
| 28    | DEF   | Benjamin Pavard    | 54' |
| 15    | DEF   | Francesco Acerbi   |     |
| 95    | DEF   | Alessandro Bastoni |     |
| 2     | MED   | Denzel Dumfries    |     |
| 23    | MED   | Nicolò Barella     |     |
| 20    | MED   | Hakan Çalhanoğlu   | 70' |
| 22    | MED   | Henrikh Mkhitaryan | 62' |
| 32    | MED   | Federico Dimarco   | 54' |
| 9     | DEL   | Marcus Thuram      |     |
| 10    | DEL   | Lautaro Martínez   |     |
| D. T. | D. T. | Simone Inzaghi     |     |

| 29 | DEL | Bradley Barcola    | 66' |
| 21 | DEF | Lucas Hernández    | 78' |
| 24 | MED | Senny Mayulu       | 84' |
| 33 | MED | Warren Zaïre-Emery | 84' |
| 9  | DEL | Gonçalo Ramos      | 84' |

| 31 | DEF | Yann Bisseck     | 54 62'' |
| 59 | MED | Nicola Zalewski  | 54'     |
| 30 | DEF | Carlos Augusto   | 62'     |
| 36 | DEF | Matteo Darmian   | 62'     |
| 21 | MED | Kristjan Asllani | 70'     |

| 12' · 20' · 63' · 73' · 87' | Achraf Hakimi Désiré Doué Khvicha Kvaratskhelia Senny Mayulu | 1:0 2:0 3:0 4:0 5:0 |

| 65' · 90' | Désiré Doué Achraf Hakimi |

| 56' · 58' · 69' · 71' | Nicola Zalewski Simone Inzaghi Marcus Thuram Francesco Acerbi |

| Principal  | István Kovács   |
| Asistentes | Mihai Marica    |
|            | Ferencz Tunyogi |
| Cuarto     | João Pinheiro   |
| Quinto     | Bruno Jesús     |

| VAR            | Dennis Higler  |
| Asistentes VAR | Catalin Popa   |
|                | Pol van Boekel |

|                    |     |     |
| Tiros              | 23  | 8   |
| Tiros a puerta     | 8   | 2   |
| Faltas             | 13  | 7   |
| Saques de esquina  | 4   | 6   |
| Fueras de juego    | 0   | 5   |
| Posesión del balón | 59% | 41% |

| Alineación inicial |

| 1     | POR   | Gianluigi Donnarumma  |     |
| 2     | DEF   | Achraf Hakimi         |     |
| 5     | DEF   | Marquinhos            |     |
| 51    | DEF   | Willian Pacho         |     |
| 25    | DEF   | Nuno Mendes           | 78' |
| 87    | MED   | João Neves            | 84' |
| 17    | MED   | Vitinha               |     |
| 8     | MED   | Fabián Ruiz           | 84' |
| 14    | DEL   | Désiré Doué           | 66' |
| 10    | DEL   | Ousmane Dembélé       |     |
| 7     | DEL   | Khvicha Kvaratskhelia | 84' |
| D. T. | D. T. | Luis Enrique          |     |

| 1     | POR   | Yann Sommer        |     |
| 28    | DEF   | Benjamin Pavard    | 54' |
| 15    | DEF   | Francesco Acerbi   |     |
| 95    | DEF   | Alessandro Bastoni |     |
| 2     | MED   | Denzel Dumfries    |     |
| 23    | MED   | Nicolò Barella     |     |
| 20    | MED   | Hakan Çalhanoğlu   | 70' |
| 22    | MED   | Henrikh Mkhitaryan | 62' |
| 32    | MED   | Federico Dimarco   | 54' |
| 9     | DEL   | Marcus Thuram      |     |
| 10    | DEL   | Lautaro Martínez   |     |
| D. T. | D. T. | Simone Inzaghi     |     |

| 29 | DEL | Bradley Barcola    | 66' |
| 21 | DEF | Lucas Hernández    | 78' |
| 24 | MED | Senny Mayulu       | 84' |
| 33 | MED | Warren Zaïre-Emery | 84' |
| 9  | DEL | Gonçalo Ramos      | 84' |

| 31 | DEF | Yann Bisseck     | 54 62'' |
| 59 | MED | Nicola Zalewski  | 54'     |
| 30 | DEF | Carlos Augusto   | 62'     |
| 36 | DEF | Matteo Darmian   | 62'     |
| 21 | MED | Kristjan Asllani | 70'     |

| 12' · 20' · 63' · 73' · 87' | Achraf Hakimi Désiré Doué Khvicha Kvaratskhelia Senny Mayulu | 1:0 2:0 3:0 4:0 5:0 |

| 65' · 90' | Désiré Doué Achraf Hakimi |

| 56' · 58' · 69' · 71' | Nicola Zalewski Simone Inzaghi Marcus Thuram Francesco Acerbi |

| Principal  | István Kovács   |
| Asistentes | Mihai Marica    |
|            | Ferencz Tunyogi |
| Cuarto     | João Pinheiro   |
| Quinto     | Bruno Jesús     |

| VAR            | Dennis Higler  |
| Asistentes VAR | Catalin Popa   |
|                | Pol van Boekel |

|                    |     |     |
| Tiros              | 23  | 8   |
| Tiros a puerta     | 8   | 2   |
| Faltas             | 13  | 7   |
| Saques de esquina  | 4   | 6   |
| Fueras de juego    | 0   | 5   |
| Posesión del balón | 59% | 41% |

| Alineación inicial |

| 1     | POR   | Gianluigi Donnarumma  |     |
| 2     | DEF   | Achraf Hakimi         |     |
| 5     | DEF   | Marquinhos            |     |
| 51    | DEF   | Willian Pacho         |     |
| 25    | DEF   | Nuno Mendes           | 78' |
| 87    | MED   | João Neves            | 84' |
| 17    | MED   | Vitinha               |     |
| 8     | MED   | Fabián Ruiz           | 84' |
| 14    | DEL   | Désiré Doué           | 66' |
| 10    | DEL   | Ousmane Dembélé       |     |
| 7     | DEL   | Khvicha Kvaratskhelia | 84' |
| D. T. | D. T. | Luis Enrique          |     |

| 1     | POR   | Yann Sommer        |     |
| 28    | DEF   | Benjamin Pavard    | 54' |
| 15    | DEF   | Francesco Acerbi   |     |
| 95    | DEF   | Alessandro Bastoni |     |
| 2     | MED   | Denzel Dumfries    |     |
| 23    | MED   | Nicolò Barella     |     |
| 20    | MED   | Hakan Çalhanoğlu   | 70' |
| 22    | MED   | Henrikh Mkhitaryan | 62' |
| 32    | MED   | Federico Dimarco   | 54' |
| 9     | DEL   | Marcus Thuram      |     |
| 10    | DEL   | Lautaro Martínez   |     |
| D. T. | D. T. | Simone Inzaghi     |     |

| 29 | DEL | Bradley Barcola    | 66' |
| 21 | DEF | Lucas Hernández    | 78' |
| 24 | MED | Senny Mayulu       | 84' |
| 33 | MED | Warren Zaïre-Emery | 84' |
| 9  | DEL | Gonçalo Ramos      | 84' |

| 31 | DEF | Yann Bisseck     | 54 62'' |
| 59 | MED | Nicola Zalewski  | 54'     |
| 30 | DEF | Carlos Augusto   | 62'     |
| 36 | DEF | Matteo Darmian   | 62'     |
| 21 | MED | Kristjan Asllani | 70'     |

| 12' · 20' · 63' · 73' · 87' | Achraf Hakimi Désiré Doué Khvicha Kvaratskhelia Senny Mayulu | 1:0 2:0 3:0 4:0 5:0 |

| 65' · 90' | Désiré Doué Achraf Hakimi |

| 56' · 58' · 69' · 71' | Nicola Zalewski Simone Inzaghi Marcus Thuram Francesco Acerbi |

| Principal  | István Kovács   |
| Asistentes | Mihai Marica    |
|            | Ferencz Tunyogi |
| Cuarto     | João Pinheiro   |
| Quinto     | Bruno Jesús     |

| VAR            | Dennis Higler  |
| Asistentes VAR | Catalin Popa   |
|                | Pol van Boekel |

|                    |     |     |
| Tiros              | 23  | 8   |
| Tiros a puerta     | 8   | 2   |
| Faltas             | 13  | 7   |
| Saques de esquina  | 4   | 6   |
| Fueras de juego    | 0   | 5   |
| Posesión del balón | 59% | 41% |

| Alineación inicial |

|                                         |
| Bandera de Francia                      |
| Campeón Paris Saint Germain 1.er título |

## Jugador del partido
La UEFA entrega un premio oficial al Jugador del Partido después de cada partido de la fase de eliminatorias de la UEFA Champions League con el objetivo de reconocer a los mejores jugadores de la máxima competición europea de clubes.
| Ronda preliminar  | Ronda preliminar | Octavos de final       | Octavos de final  | Cuartos de final      | Cuartos de final | Semifinales     | Semifinales | Final       | Final       |
| Jugador           | Partido          | Jugador                | Partido           | Jugador               | Partido          | Jugador         | Partido     | Jugador     | Partido     |
| ----------------- | ---------------- | ---------------------- | ----------------- | --------------------- | ---------------- | --------------- | ----------- | ----------- | ----------- |
| Vitinha           | BRE 0:3 PSG      | Morgan Rogers          | BRU 1:3 AST       | Declan Rice           | ARS 3:0 RMA      | Vitinha         | ARS 0:1 PSG | Désiré Doué | PSG 5:0 INT |
| Vinícius Júnior   | MCI 2:3 RMA      | Rodrygo                | RMA 2:1 ATM       | Alessandro Bastoni    | MUN 1:2 INT      | Denzel Dumfries | BAR 3:3 INT |             |             |
| Federico Gatti    | JUV 2:1 PSV      | Martin Ødegaard        | PSV 1:7 ARS       | Khvicha Kvaratskhelia | PSG 3:1 AST      | Yann Sommer     | INT 4:3 BAR |             |             |
| Serhou Guirassy   | SCP 0:3 DOR      | Hákon Arnar Haraldsson | DOR 1:1 LIL       | Robert Lewandowski    | BAR 4:0 DOR      | Achraf Hakimi   | PSG 2:1 ARS |             |             |
| Chemsdine Talbi   | BRU 2:1 ATA      | Lautaro Martínez       | FEY 0:2 INT       | Ousmane Dembélé       | AST 3:2 PSG      |                 |             |             |             |
| Vangelis Pavlidis | MON 0:1 SLB      | Alisson Becker         | PSG 0:1 LIV       | Serhou Guirassy       | DOR 3:1 BAR      |                 |             |             |             |
| Dayot Upamecano   | CEL 1:2 MUN      | Pedri                  | SLB 0:1 BAR       | Declan Rice           | RMA 1:2 ARS      |                 |             |             |             |
| Igor Paixão       | FEY 1:0 MIL      | Harry Kane             | MUN 3:0 LEV       | Lautaro Martínez      | INT 2:2 MUN      |                 |             |             |             |
| Dávid Hancko      | MIL 1:1 FEY      | Pedri                  | BAR 3:1 SLB       |                       |                  |                 |             |             |             |
| Ardon Jashari     | ATA 1:3 BRU      | Gianluigi Donnarumma   | LIV 0:1 (1:4) PSG |                       |                  |                 |             |             |             |
| Orkun Kökçü       | SLB 3:3 MON      | Harry Kane             | LEV 0:2 MUN       |                       |                  |                 |             |             |             |
| Kasper Schmeichel | MUN 1:1 CEL      | Marcus Thuram          | INT 2:1 FEY       |                       |                  |                 |             |             |             |
| Rui Silva         | DOR 0:0 SCP      | Emre Can               | LIL 1:2 DOR       |                       |                  |                 |             |             |             |
| Vitinha           | PSG 7:0 BRE      | Marco Asensio          | AST 3:0 BRU       |                       |                  |                 |             |             |             |
| Kylian Mbappé     | RMA 3:1 MCI      | Julián Álvarez         | ATM 1:0 (2:4) RMA |                       |                  |                 |             |             |             |
| Noa Lang          | PSV 3:1 JUV      | Raheem Sterling        | ARS 2:2 PSV       |                       |                  |                 |             |             |             |

## Estadísticas

### Récords
Nota: No contabilizadas las estadísticas en rondas previas.
- Primer gol de la temporada: Anotado por Kenan Yıldız, en el Juventus 3 – 1 PSV Eindhoven (17 de septiembre de 2024)
- Último gol de la temporada: Anotado por Senny Mayulu en el París Saint-Germain 5 – 0 Inter de Milán (31 de mayo de 2025)
- Gol más rápido: Anotado por Conor Gallagher a los 27 segundos, en el Atlético de Madrid 1 – 0 Real Madrid (12 de marzo de 2025)
- Gol más cercano al final del encuentro: Anotado por Davide Frattesi a los 99 minutos (t.s.), en el Inter de Milán 4 – 3 Barcelona (6 de mayo de 2025)
- Mayor número de goles marcados en un partido: 11 goles, Bayern Múnich 9 – 2 Dinamo Zagreb (17 de septiembre de 2024)
- Partido con más espectadores: 81 365, en el Borussia Dortmund 7 – 1 Celtic (1 de octubre de 2024); 81 365, en el Borussia Dortmund 1 – 0 Sturm Graz (5 de noviembre de 2024); 81 365, en el Borussia Dortmund 2 – 3 Barcelona (11 de diciembre de 2024); 81 365, en el Borussia Dortmund 3 – 1 Shakhtar Donetsk (29 de enero de 2025); 81 365, en el Borussia Dortmund 1 – 1 Lille (4 de marzo de 2025); 81 365, en el Borussia Dortmund 3 – 1 Barcelona (15 de abril de 2025)
- Partido con menos espectadores: 8 752, en el Girona 2 – 3 Feyenoord (2 de octubre de 2024)
- Mayor victoria local: Bayern Múnich 9 – 2 Dinamo Zagreb (17 de septiembre de 2024); Paris Saint-Germain 7 – 0 Stade Brest (19 de febrero de 2025)
- Mayor victoria visitante: Sparta Praga 0 – 6 Atlético de Madrid (26 de noviembre de 2024); PSV Eindhoven 1 – 7 Arsenal (4 de marzo de 2025)

### Máximos goleadores
Nota: No contabilizadas las estadísticas en rondas previas.
Datos actualizados a 31 de mayo de 2025.
| Pos. | Jugador            | Equipo              | Goles | Part. | Prom. |
| ---- | ------------------ | ------------------- | ----- | ----- | ----- |
| 1    | Raphinha           | Barcelona           | 13    | 14    | 0.93  |
| 1    | Serhou Guirassy    | Borussia Dortmund   | 13    | 14    | 0.93  |
| 3    | Harry Kane         | Bayern Múnich       | 11    | 13    | 0.85  |
| 3    | Robert Lewandowski | Barcelona           | 11    | 13    | 0.85  |
| 5    | Lautaro Martínez   | Inter de Milán      | 9     | 14    | 0.64  |
| 6    | Erling Haaland     | Manchester City     | 8     | 9     | 0.89  |
| 7    | Vinícius Júnior    | Real Madrid         | 8     | 12    | 0.67  |
| 8    | Ousmane Dembélé    | Paris Saint-Germain | 8     | 15    | 0.53  |

### Máximos asistentes
Nota: No contabilizadas las estadísticas en rondas previas.
Datos actualizados a 31 de mayo de 2025.
| Pos. | Jugador              | Equipo              | Asistencias | Part. | Prom. |
| ---- | -------------------- | ------------------- | ----------- | ----- | ----- |
| 1    | Raphinha             | Barcelona           | 8           | 14    | 0.57  |
| 2    | Ousmane Dembélé      | Paris Saint-Germain | 6           | 15    | 0.4   |
| 3    | Davide Zappacosta    | Atalanta            | 5           | 9     | 0.56  |
| 4    | Charles De Ketelaere | Atalanta            | 5           | 10    | 0.5   |
| 5    | Julian Brandt        | Borussia Dortmund   | 5           | 13    | 0.38  |
| 6    | Achraf Hakimi        | Paris Saint-Germain | 5           | 17    | 0.29  |

### Mejor portero
Nota: No contabilizadas las estadísticas en rondas previas.
Datos actualizados a 31 de mayo de 2025.
| Pos. | Jugador              | Equipo              | Goles recibidos | Part. | Coef. |
| ---- | -------------------- | ------------------- | --------------- | ----- | ----- |
| 1    | Stefan Ortega        | Manchester City     | 0               | 2     | 0     |
| 2    | Alisson Becker       | Liverpool           | 3               | 6     | 0.5   |
| 3    | Matvéi Safónov       | Paris Saint-Germain | 1               | 2     | 0.5   |
| 4    | David Raya           | Arsenal             | 9               | 13    | 0.69  |
| 5    | Caoimhín Kelleher    | Liverpool           | 3               | 4     | 0.75  |
| 6    | Gianluigi Donnarumma | Paris Saint-Germain | 14              | 15    | 0.93  |

### Hat-tricks o pókers
A continuación se detallan los tripletes conseguidos a lo largo de la temporada.
Nota: No contabilizadas las estadísticas en rondas previas.
| Fecha      | Jugador           | Goles           | Local              | Resultado | Visitante           | Jornada          | Ref.   |
| ---------- | ----------------- | --------------- | ------------------ | --------- | ------------------- | ---------------- | ------ |
| 17/09/2024 | Harry Kane        | 19' 57' 73' 78' | Bayern Múnich      | 9 – 2     | Dinamo Zagreb       | Jornada 1        | [ 19 ] |
| 01/10/2024 | Karim Adeyemi     | 11' 29' 42'     | Borussia Dortmund  | 7 – 1     | Celtic              | Jornada 2        | [ 20 ] |
| 22/10/2024 | Vinícius Júnior   | 62' 86' 90+3'   | Real Madrid        | 5 – 2     | Borussia Dortmund   | Jornada 3        | [ 21 ] |
| 23/10/2024 | Raphinha          | 1' 45' 56'      | Barcelona          | 4 – 1     | Bayern Múnich       | Jornada 3        | [ 22 ] |
| 05/11/2024 | Luis Díaz         | 61' 83' 90+2'   | Liverpool          | 4 – 0     | Bayer Leverkusen    | Jornada 4        | [ 23 ] |
| 05/11/2024 | Viktor Gyökeres   | 38' 49' 81'     | Sporting de Lisboa | 4 – 1     | Manchester City     | Jornada 4        | [ 24 ] |
| 21/01/2025 | Vangelis Pavlidis | 2' 22' 30'      | Benfica            | 4 – 5     | Barcelona           | Jornada 7        | [ 25 ] |
| 29/01/2025 | Morgan Rogers     | 3' 5' 90+1'     | Aston Villa        | 4 – 2     | Celtic              | Jornada 8        | [ 26 ] |
| 29/01/2025 | Lautaro Martínez  | 4' 16' 67'      | Inter de Milán     | 3 – 0     | Mónaco              | Jornada 8        | [ 27 ] |
| 29/01/2025 | Ousmane Dembélé   | 17' 35' 54'     | Stuttgart          | 1 – 4     | Paris Saint-Germain | Jornada 8        | [ 28 ] |
| 19/02/2025 | Kylian Mbappé     | 4' 33' 61'      | Real Madrid        | 3 – 1     | Manchester City     | Ronda preliminar | [ 29 ] |
| 15/04/2025 | Serhou Guirassy   | 11' 49' 76'     | Borussia Dortmund  | 3 – 1     | Barcelona           | Cuartos de final | [ 30 ] |

### Autogoles
A continuación se detallan los autogoles marcados a lo largo de la temporada.
Nota: No contabilizadas las estadísticas en rondas previas.
| Fecha      | Jugador                | Minuto        | Local               | Resultado | Visitante           | Jornada          | Ref.   |
| ---------- | ---------------------- | ------------- | ------------------- | --------- | ------------------- | ---------------- | ------ |
| 18/09/2024 | Paulo Gazzaniga        | 90' , 1 – 0   | París Saint-Germain | 1 – 0     | Girona              | Jornada 1        | [ 31 ] |
| 19/09/2024 | Timon Wellenreuther    | 45' , 0 – 4   | Feyenoord           | 0 – 4     | Bayer Leverkusen    | Jornada 1        | [ 32 ] |
| 19/09/2024 | Edimilson Fernandes    | 45+1' , 1 – 1 | Stade Brest         | 2 – 1     | Sturm Graz          | Jornada 1        | [ 33 ] |
| 01/10/2024 | Mohamed Ali Camara     | 81' , 5 – 0   | Barcelona           | 5 – 0     | Young Boys          | Jornada 2        | [ 34 ] |
| 02/10/2024 | Yangel Herrera         | 23' , 1 – 1   | Girona              | 2 – 3     | Feyenoord           | Jornada 2        | [ 35 ] |
| 02/10/2024 | Ladislav Krejčí        | 79' , 2 – 3   | Girona              | 2 – 3     | Feyenoord           | Jornada 2        | [ 36 ] |
| 22/10/2024 | Dmytro Riznyk          | 29' , 1 – 0   | Arsenal             | 1 – 0     | Shakhtar Donetsk    | Jornada 3        | [ 37 ] |
| 05/11/2024 | Ladislav Krejčí        | 88' , 4 – 0   | PSV Eindhoven       | 4 – 0     | Girona              | Jornada 4        | [ 38 ] |
| 06/11/2024 | Kaan Kairinen          | 80' , 0 – 2   | Sparta Praga        | 1 – 2     | Stade Brest         | Jornada 4        | [ 39 ] |
| 26/11/2024 | Castello Lukeba        | 27' , 1 – 0   | Inter de Milán      | 1 – 0     | RB Leipzig          | Jornada 5        | [ 40 ] |
| 27/11/2024 | Cameron Carter-Vickers | 26' , 0 – 1   | Celtic              | 1 – 1     | Brujas              | Jornada 5        | [ 41 ] |
| 10/12/2024 | Eduardo Quaresma       | 24' , 1 – 1   | Brujas              | 2 – 1     | Sporting Lisboa     | Jornada 6        | [ 42 ] |
| 11/12/2024 | Thomas Beelen          | 79' , 4 – 2   | Feyenoord           | 4 – 2     | Sparta Praga        | Jornada 6        | [ 43 ] |
| 21/01/2025 | Ronald Araújo          | 68' , 4 – 2   | Benfica             | 4 – 5     | Barcelona           | Jornada 7        | [ 44 ] |
| 22/01/2025 | Loris Benito           | 86' , 1 – 0   | Celtic              | 1 – 0     | Young Boys          | Jornada 7        | [ 45 ] |
| 29/01/2025 | Gernot Trauner         | 38' , 2 – 1   | Lille               | 6 – 1     | Feyenoord           | Jornada 8        | [ 46 ] |
| 29/01/2025 | Gernot Trauner         | 76' , 5 – 1   | Lille               | 6 – 1     | Feyenoord           | Jornada 8        | [ 46 ] |
| 29/01/2025 | Joel Ordóñez           | 62' , 2 – 1   | Manchester City     | 3 – 1     | Brujas              | Jornada 8        | [ 47 ] |
| 29/01/2025 | Willian Pacho          | 77' , 1 – 4   | Stuttgart           | 1 – 4     | Paris Saint-Germain | Jornada 8        | [ 48 ] |
| 04/03/2025 | Brandon Mechele        | 82' , 1 – 2   | Brujas              | 1 – 3     | Aston Villa         | Octavos de final | [ 49 ] |
| 15/04/2025 | Rami Bensebaini        | 54' , 2 – 1   | Borussia Dortmund   | 3 – 1     | Barcelona           | Cuartos de final | [ 50 ] |
| 30/04/2025 | Yann Sommer            | 65' , 3 – 3   | Barcelona           | 3 – 3     | Inter de Milán      | Semifinales      | [ 51 ] |

### Equipo de la temporada
El grupo de estudio técnico de la UEFA seleccionó a los siguientes jugadores como equipo del torneo.
| Pos. | Jugador              | Equipo              |
| ---- | -------------------- | ------------------- |
| POR  | Gianluigi Donnarumma | Paris Saint-Germain |
| DEF  | Achraf Hakimi        | Paris Saint-Germain |
| DEF  | Marcos Aoás Corrêa   | Paris Saint-Germain |
| DEF  | Alessandro Bastoni   | Inter Milán         |
| DEF  | Nuno Mendes          | Paris Saint-Germain |
| MED  | Vítor Ferreira       | Paris Saint-Germain |
| MED  | Declan Rice          | Arsenal             |
| DEL  | Lamine Yamal         | Barcelona           |
| DEL  | Désiré Doué          | Paris Saint-Germain |
| DEL  | Ousmane Dembélé      | Paris Saint-Germain |
| DEL  | Raphinha             | Barcelona           |

### Jugador de la temporada
- Ousmane Dembélé ( Paris Saint-Germain)[53]

### Joven jugador de la temporada
- Désiré Doué ( Paris Saint-Germain)[54]

### Rendimiento
Nota: No contabilizadas las estadísticas en rondas previas.
| Club | Club                | Pts. | PJ | PG | PE | PP | GF | GC | Dif. | Rend.  |
| ---- | ------------------- | ---- | -- | -- | -- | -- | -- | -- | ---- | ------ |
| 1    | París Saint-Germain | 34   | 17 | 11 | 1  | 5  | 38 | 15 | +23  | 66.67% |
| 2    | Inter de Milán      | 33   | 15 | 10 | 3  | 2  | 26 | 16 | +10  | 73.33% |
| 3    | Arsenal             | 29   | 14 | 9  | 2  | 3  | 31 | 10 | +21  | 69.05% |
| 4    | Barcelona           | 29   | 14 | 9  | 2  | 3  | 43 | 24 | +19  | 69.05% |
| 5    | Bayern Múnich       | 26   | 14 | 8  | 2  | 4  | 31 | 18 | +13  | 61.90% |
| 6    | Borussia Dortmund   | 26   | 14 | 8  | 2  | 4  | 31 | 22 | +9   | 61.90% |
| 7    | Aston Villa         | 25   | 12 | 8  | 1  | 3  | 23 | 12 | +11  | 69.44% |
| 8    | Real Madrid         | 24   | 14 | 8  | 0  | 6  | 29 | 22 | +7   | 57.14% |
| 9    | Liverpool           | 24   | 10 | 8  | 0  | 2  | 18 | 6  | +12  | 80%    |
| 10   | Atlético de Madrid  | 21   | 10 | 7  | 0  | 3  | 22 | 14 | +8   | 70%    |
| 11   | PSV Eindhoven       | 18   | 12 | 5  | 3  | 4  | 23 | 24 | –1   | 50%    |
| 12   | Lille               | 17   | 10 | 5  | 2  | 3  | 19 | 13 | +6   | 56.67% |
| 13   | Benfica             | 17   | 12 | 5  | 2  | 5  | 21 | 19 | +2   | 47.22% |
| 14   | Feyenoord           | 17   | 12 | 5  | 2  | 5  | 21 | 26 | –5   | 47.22% |
| 15   | Brujas              | 17   | 12 | 5  | 2  | 5  | 13 | 19 | –6   | 47.22% |
| 16   | Bayer Leverkusen    | 16   | 10 | 5  | 1  | 4  | 15 | 12 | +3   | 53.33% |
| 17   | Milan               | 16   | 10 | 5  | 1  | 4  | 15 | 13 | +2   | 53.33% |
| 18   | Atalanta            | 15   | 10 | 4  | 3  | 3  | 22 | 11 | +11  | 50%    |
| 19   | Juventus            | 15   | 10 | 4  | 3  | 3  | 12 | 11 | +1   | 50%    |
| 20   | Mónaco              | 14   | 10 | 4  | 2  | 4  | 16 | 17 | –1   | 46.67% |
| 21   | Celtic              | 13   | 10 | 3  | 4  | 3  | 15 | 17 | –2   | 43.33% |
| 22   | Stade Brest         | 13   | 10 | 4  | 1  | 5  | 10 | 21 | –11  | 43.33% |
| 23   | Sporting de Lisboa  | 12   | 10 | 3  | 3  | 4  | 13 | 15 | –2   | 40%    |
| 24   | Manchester City     | 11   | 10 | 3  | 2  | 5  | 21 | 20 | +1   | 36.67% |
| 25   | Dinamo Zagreb       | 11   | 8  | 3  | 2  | 3  | 12 | 19 | –7   | 45.83% |
| 26   | Stuttgart           | 10   | 8  | 3  | 1  | 4  | 13 | 17 | –4   | 41.67% |
| 27   | Shakhtar Donetsk    | 7    | 8  | 2  | 1  | 5  | 8  | 16 | –8   | 29.17% |
| 28   | Bologna             | 6    | 8  | 1  | 3  | 4  | 4  | 9  | –5   | 25%    |
| 29   | Estrella Roja       | 6    | 8  | 2  | 0  | 6  | 13 | 22 | –9   | 25%    |
| 30   | Sturm Graz          | 6    | 8  | 2  | 0  | 6  | 5  | 14 | –9   | 25%    |
| 31   | Sparta Praga        | 4    | 8  | 1  | 1  | 6  | 7  | 21 | –14  | 16.67% |
| 32   | RB Leipzig          | 3    | 8  | 1  | 0  | 7  | 8  | 15 | –7   | 12.5%  |
| 33   | Girona              | 3    | 8  | 1  | 0  | 7  | 5  | 13 | –8   | 12.5%  |
| 34   | Red Bull Salzburgo  | 3    | 8  | 1  | 0  | 7  | 5  | 27 | –22  | 12.5%  |
| 35   | Slovan Bratislava   | 0    | 8  | 0  | 0  | 8  | 7  | 27 | –20  | 0%     |
| 36   | Young Boys          | 0    | 8  | 0  | 0  | 8  | 3  | 24 | –21  | 0%     |

## Premios

### Jugador de la semana
| Fase                      | Primero              | Primero             | Segundo            | Segundo             | Tercero                  | Tercero                  | Cuarto                   | Cuarto                   |
| Fase                      | Jugador              | Equipo              | Jugador            | Equipo              | Jugador                  | Equipo                   | Jugador                  | Equipo                   |
| ------------------------- | -------------------- | ------------------- | ------------------ | ------------------- | ------------------------ | ------------------------ | ------------------------ | ------------------------ |
| Jornada 1                 | Florian Wirtz        | Bayer Leverkusen    | Harry Kane         | Bayern Múnich       | Jamie Bynoe-Gittens      | Borussia Dortmund        | Antoine Griezmann        | Atlético de Madrid       |
| Jornada 2                 | Karim Adeyemi        | Borussia Dortmund   | Mehdi Taremi       | Inter de Milán      | Abdallah Sima            | Stade Brest              | Dušan Vlahović           | Juventus                 |
| Jornada 3                 | Vinícius Júnior      | Real Madrid         | Takumi Minamino    | Mónaco              | Raphinha                 | Barcelona                | Tijjani Reijnders        | Milan                    |
| Jornada 4                 | Viktor Gyökeres      | Sporting de Lisboa  | Luis Díaz          | Liverpool           | Karim Konaté             | Red Bull Salzburgo       | Nicolas Kühn             | Celtic                   |
| Jornada 5                 | Florian Wirtz        | Bayer Leverkusen    | Julián Álvarez     | Atlético de Madrid  | Malik Tillman            | PSV Eindhoven            | Mateo Retegui            | Atalanta                 |
| Jornada 6                 | Bukayo Saka          | Arsenal             | Michael Olise      | Bayern Múnich       | Marco Bizot              | Stade Brest              | Antoine Griezmann        | Atlético de Madrid       |
| Jornada 7                 | Julián Álvarez       | Atlético de Madrid  | Raphinha           | Barcelona           | Luuk de Jong             | PSV Eindhoven            | Vinícius Júnior          | Real Madrid              |
| Jornada 8                 | Morgan Rogers        | Aston Villa         | Ousmane Dembélé    | Paris Saint-Germain | Antoine Griezmann        | Atlético de Madrid       | Lautaro Martínez         | Inter de Milán           |
| Ronda Preliminar (Ida)    | Serhou Guirassy      | Borussia Dortmund   | Vinícius Júnior    | Real Madrid         | Igor Paixão              | Feyenoord                | Vangelis Pavlidis        | Benfica                  |
| Ronda Preliminar (Vuelta) | Kylian Mbappé        | Real Madrid         | Orkun Kökçü        | Benfica             | Vítor Ferreira           | Paris Saint-Germain      | Noa Lang                 | PSV Eindhoven            |
| Octavos de final (Ida)    | Alisson Becker       | Liverpool           | Harry Kane         | Bayern Múnich       | Martin Ødegaard          | Arsenal                  | Rodrygo                  | Real Madrid              |
| Octavos de final (Vuelta) | Gianluigi Donnarumma | Paris Saint-Germain | Harry Kane         | Bayern Múnich       | Marco Asensio            | Aston Villa              | Emre Can                 | Borussia Dortmund        |
| Cuartos de final (Ida)    | Declan Rice          | Arsenal             | Alessandro Bastoni | Inter de Milán      | Khvicha Kvaratskhelia    | Paris Saint-Germain      | Robert Lewandowski       | Barcelona                |
| Cuartos de final (Vuelta) | Serhou Guirassy      | Borussia Dortmund   | Declan Rice        | Arsenal             | Lautaro Martínez         | Inter de Milán           | Ousmane Dembélé          | Paris Saint-Germain      |
| Semifinal (Ida)           | Denzel Dumfries      | Inter de Milán      | Vítor Ferreira     | Paris Saint-Germain | No hubo tercero y cuarto | No hubo tercero y cuarto | No hubo tercero y cuarto | No hubo tercero y cuarto |
| Semifinal (Vuelta)        | Yann Sommer          | Inter de Milán      | Achraf Hakimi      | Paris Saint-Germain | No hubo tercero y cuarto | No hubo tercero y cuarto | No hubo tercero y cuarto | No hubo tercero y cuarto |